# Fatti del G8 di Genova

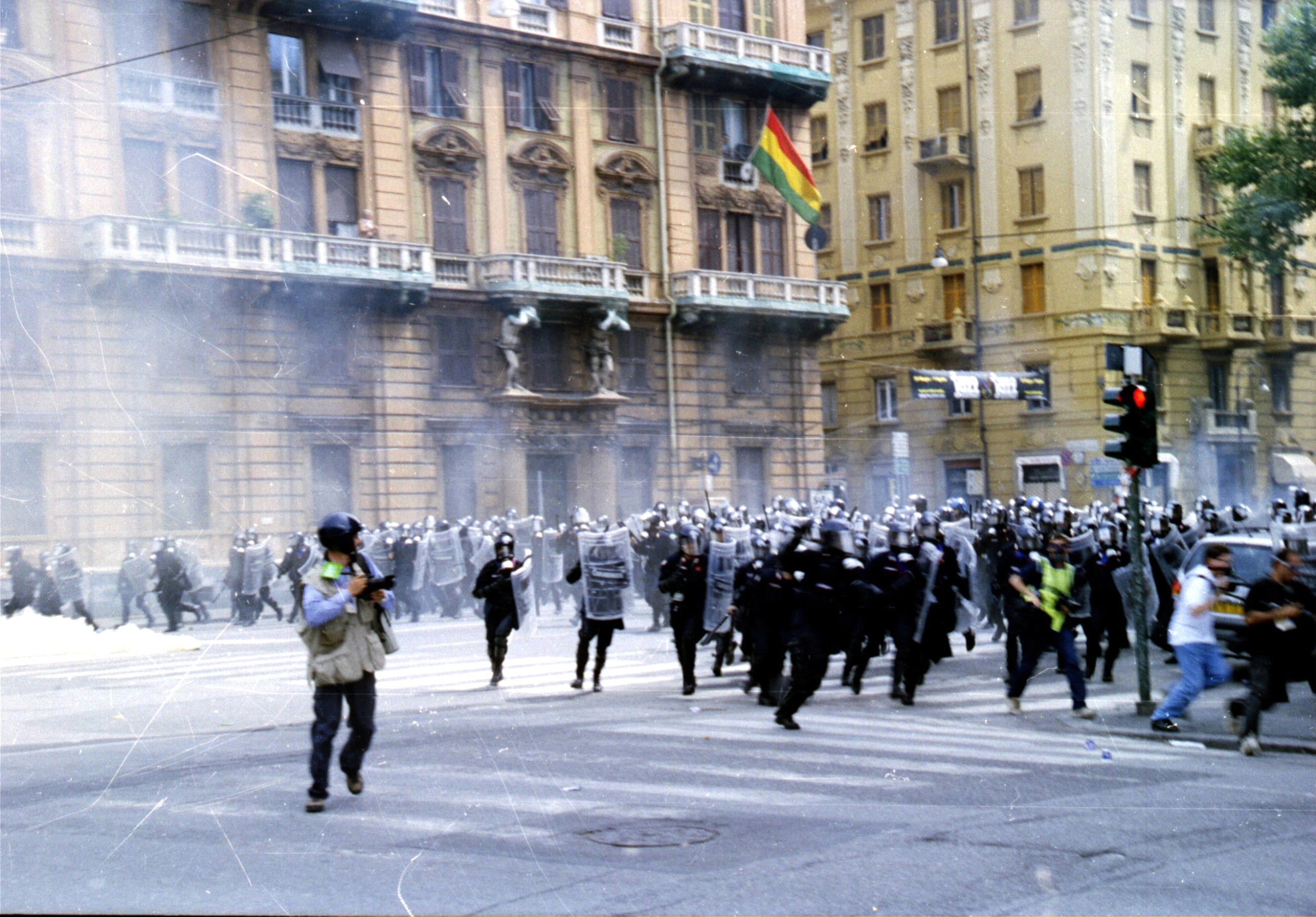
Carabinieri nell'atto di caricare i manifestanti in corso Torino a Genova il 20 luglio 2001, ore 16:00 circa

I fatti del G8 di Genova furono una serie di eventi politici avvenuti nella città italiana di Genova a partire da giovedì 19 luglio sino a domenica 22 luglio 2001, contestualmente allo svolgimento della riunione del G8.
Durante la riunione dei capi di governo degli otto maggiori paesi industrializzati svoltasi nel capoluogo ligure da venerdì 20 luglio a domenica 22 luglio 2001 e nei giorni precedenti, i movimenti no-global e le associazioni pacifiste diedero vita a manifestazioni di dissenso, seguite da gravi tumulti di piazza, con scontri tra forze dell'ordine e manifestanti fra i quali si erano infiltrati provocatori (black bloc). Durante uno di tali scontri, in Piazza Alimonda, il Carabiniere Mario Placanica uccise il manifestante Carlo Giuliani.
Successivamente la polizia irruppe in una scuola che ospitava perlopiù attivisti, giornalisti e studenti inermi, i quali subirono un pestaggio nella notte e furono oggetto di altre violenze nella caserma dove vennero portati.
Nei sei anni successivi, lo Stato italiano subì alcune condanne in sede civile per gli abusi commessi dalle forze dell'ordine. Nei confronti di funzionari pubblici furono inoltre aperti procedimenti in sede penale per i medesimi reati contestati. Altri procedimenti furono aperti contro manifestanti per gli incidenti avvenuti durante le manifestazioni.
Circa 250 dei procedimenti, originati da denunce nei confronti di esponenti delle forze dell'ordine per lesioni, furono archiviati a causa dell'impossibilità di identificare personalmente gli agenti responsabili; la magistratura, tuttavia, pur non potendo perseguire i colpevoli, ritenne in alcuni casi effettivamente avvenuti i reati contestati.
Il 7 aprile 2015 la Corte europea dei diritti dell'uomo ha dichiarato all'unanimità che è stato violato l'articolo 3 della Convenzione sul "divieto di tortura e di trattamenti inumani o degradanti" durante l'irruzione alla scuola Diaz. Il 6 aprile 2017, di fronte alla stessa Corte, l'Italia ha raggiunto una risoluzione amichevole con sei dei sessantacinque ricorrenti per gli atti di tortura subiti presso la caserma di Bolzaneto, ammettendo la propria responsabilità.

## Le perplessità sulla scelta della sede di Genova

### Le proteste precedenti

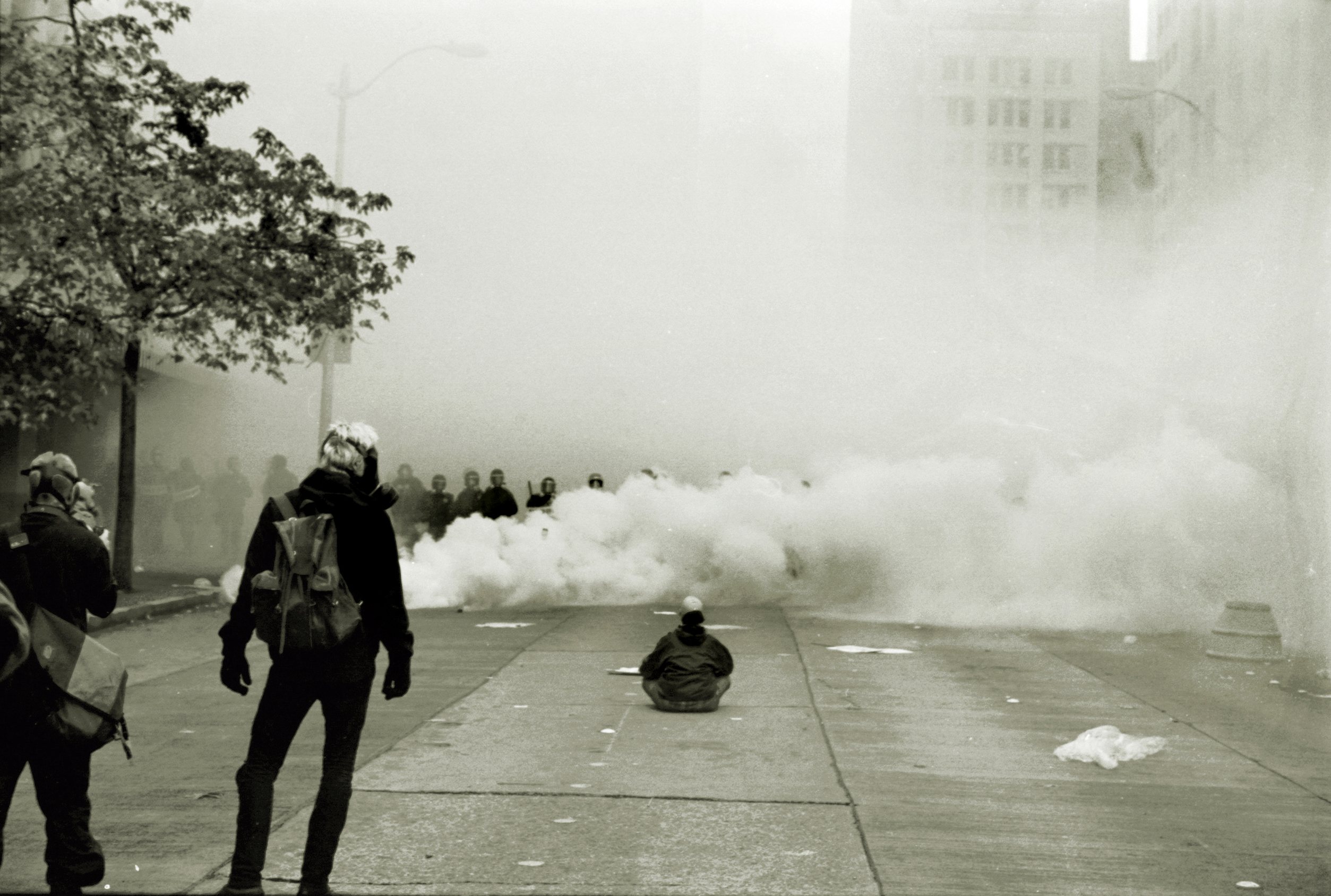
Un momento degli scontri avvenuti a Seattle, il 30 novembre 1999, in occasione della conferenza dell'Organizzazione Mondiale del Commercio

La scelta di Genova come sede per la riunione del G8 suscitò immediatamente notevoli perplessità, a causa sia delle proteste e delle forti mobilitazioni di manifestanti contrari alle tendenze economiche neoliberiste, accompagnate da incidenti avvenuti durante le ultime riunioni degli organismi internazionali, sia della topografia della città, che non si prestava bene ad un evento di tale portata. Il movimento no-global infatti aveva preso precedentemente forma a Seattle il 30 novembre 1999, alla conferenza dell'Organizzazione mondiale del commercio, da qui la sua definizione di Popolo di Seattle, città nella quale si verificarono i primi incidenti. Nel 2001 manifestazioni e scontri si susseguirono il 27 gennaio a Davos, in occasione del Forum economico mondiale, dal 15 al 17 marzo a Napoli e il 15 giugno a Göteborg, per il summit europeo.
Tali proteste miravano a portare all'attenzione dell'opinione pubblica mondiale il problema del controllo dell'economia da parte di un gruppo ristretto di potenti che, forti del peso economico, politico e militare dei loro paesi, si ponevano come autorità mondiale rispetto alle sovranità nazionali dei singoli paesi. Si contestavano inoltre le politiche e le ideologie neoliberiste adottate dalle organizzazioni sovranazionali come l'Organizzazione Mondiale del Commercio e il Fondo Monetario Internazionale.

### Le critiche sulla scelta della città

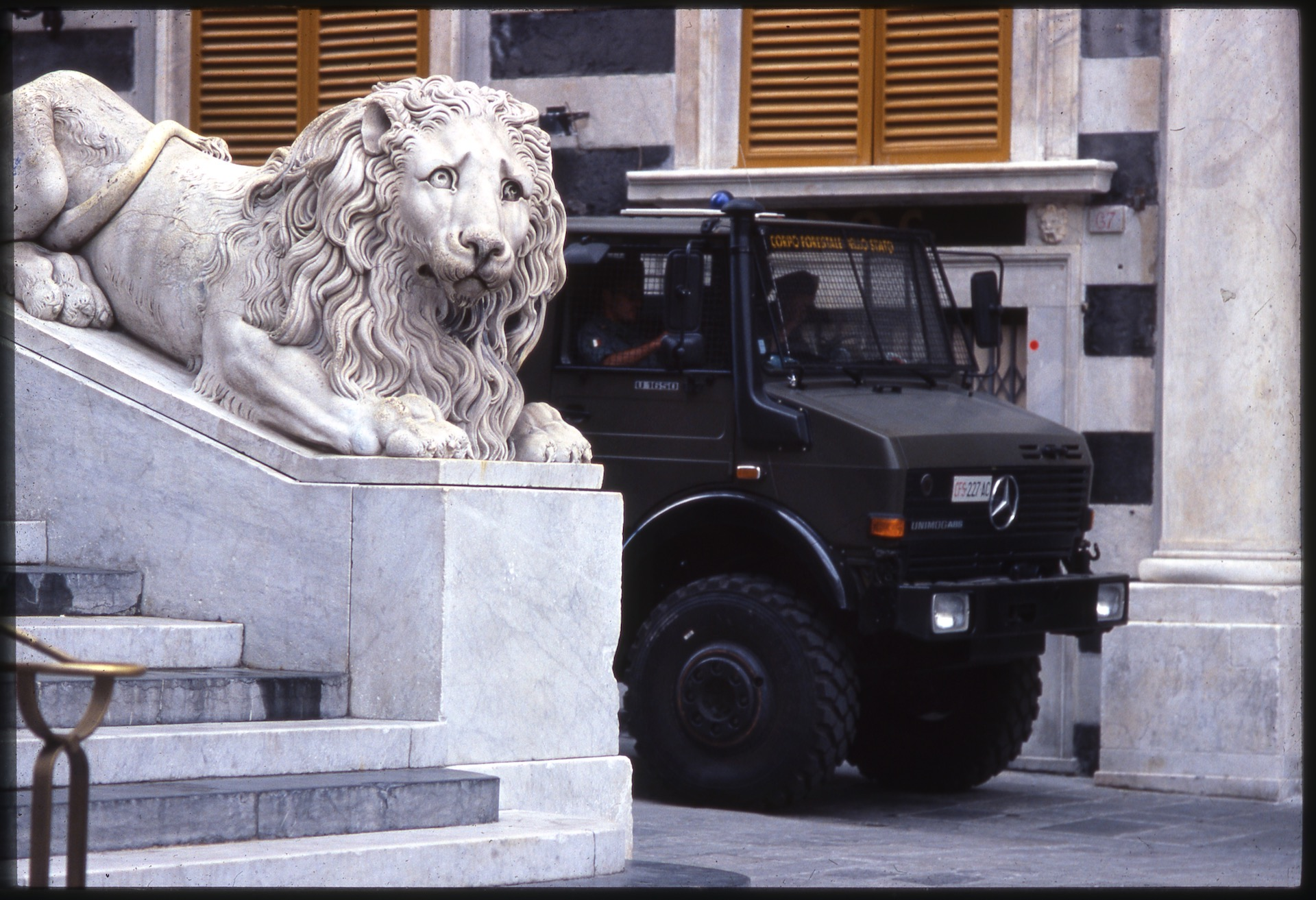
Veicolo antincendio del Corpo Forestale dello Stato accanto alla Cattedrale di San Lorenzo

Successivamente alla conclusione dell'evento queste decisioni vennero rimesse in discussione per la fallimentare gestione dell'ordine pubblico, dovuta anche alla morfologia della città; oltretutto, nonostante Genova e Napoli siano topograficamente piuttosto simili, quest'ultima era stata scartata proprio con la motivazione del difficile controllo dell'ordine pubblico, problema che anche nella città ligure si verificò ampiamente. Anche la motivazione del clima, che aveva comportato la bocciatura per Roma, non si dimostrò valida, visto che Genova nel periodo del summit presentò un clima molto caldo.

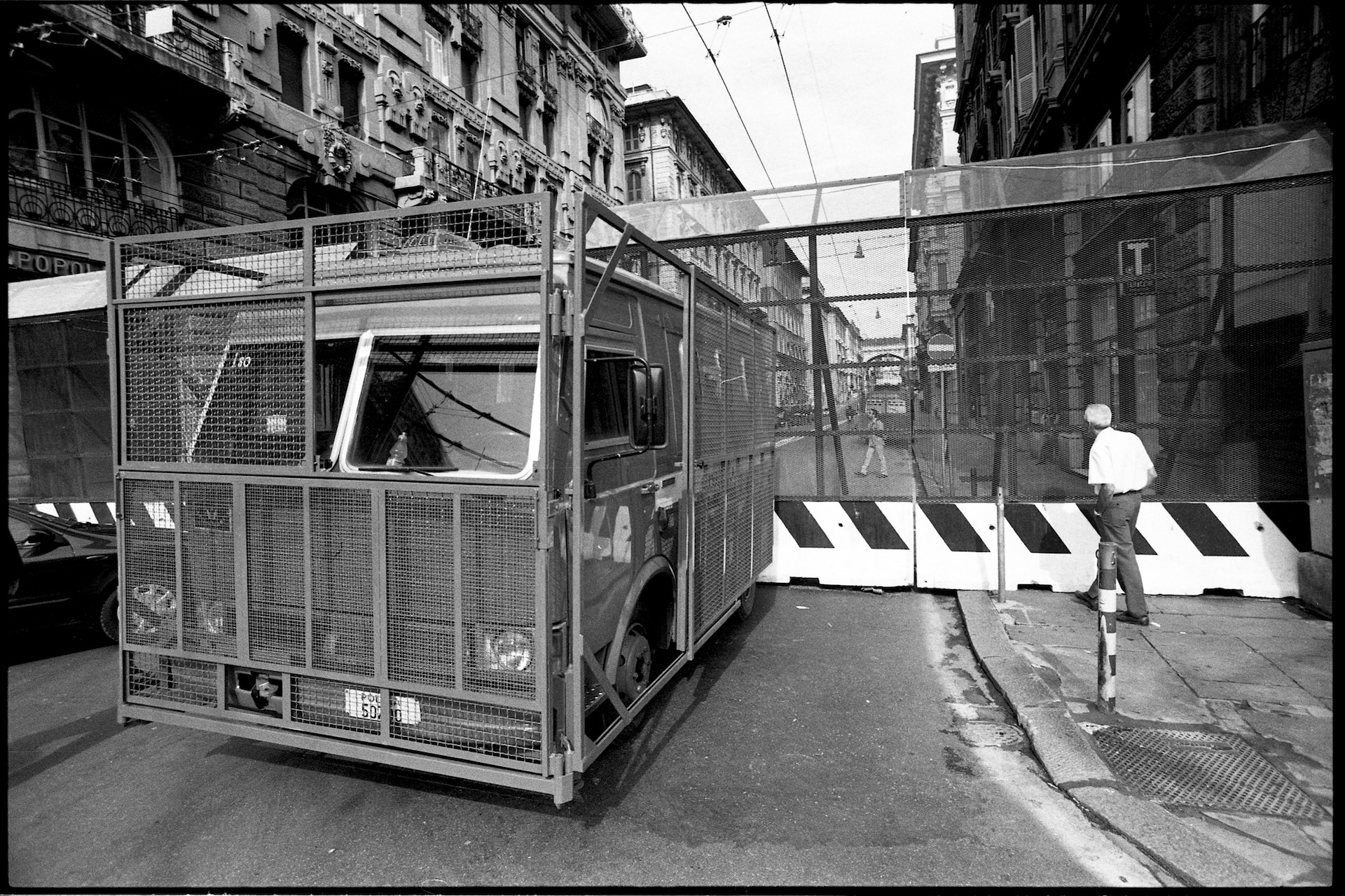
Le grate all'inizio di via XX Settembre

All'epoca in Italia era al potere il secondo governo Berlusconi, insediatosi poco più di un mese prima dei fatti, l'11 giugno, che espresse critiche nei confronti dell'esecutivo precedente, il secondo governo Amato, per la scelta di Genova, città considerata inadatta a garantire una buona gestione della sicurezza e dell'ordine pubblico; l'ambasciatore Umberto Vattani, segretario generale della Farnesina, fu nominato supervisore del G8 e incaricato di negoziare con il Genoa Social Forum per gestire le proteste, mentre fra gli abitanti della città, all'epoca governata dalla giunta di centro-sinistra del sindaco Giuseppe Pericu (mentre la regione Liguria, di cui Genova è capoluogo, era amministrata dal presidente di centro-destra Sandro Biasotti), a dispetto delle rassicurazioni fornite dai mezzi di comunicazione di massa rispetto l'installazione di grate di delimitazione della zona rossa e la chiusura dei tombini per timore di attentati dinamitardi, si diffuse la preoccupazione sulla possibilità di attività violente da parte di gruppi di contestatori, quali i Black bloc.

### Le informative della questura di Genova
Un fascicolo riservato di 36 pagine, titolato "Informazioni sul fronte della protesta anti-G8", compilato dalla questura di Genova ai primi di luglio e reso pubblico dal quotidiano genovese "Il Secolo XIX" alcuni giorni dopo il termine del G8, conteneva un'analisi dei vari gruppi che dovevano partecipare alle manifestazioni divisi per colori in base alla loro pericolosità: il blocco rosa, comprendente le associazioni per l'azzeramento dei debiti dei paesi poveri, organizzazioni cattoliche, ambientaliste ed elementi della sinistra antagonista che si riconoscono nel patto di lavoro e nella rete Lilliput, considerato di bassa pericolosità; il blocco blu e il blocco giallo, considerati come possibili fautori di incidenti e disordini, quali "episodi di generico vandalismo", "blocchi stradali e ferroviari" e attacchi mirati contro le forze dell'ordine; il blocco nero, comprendente sia il movimento anarchico definito black bloc, considerato possibile autore di azioni condotte da piccoli gruppi composti da "10 o 40 elementi ciascuno", sia gruppi legati all'estrema destra quali Forza Nuova e Fronte Sociale Nazionale, dei quali era stata segnalata la presenza alla questura dal Genoa Social Forum il 18 luglio, che avrebbero potuto infiltrare elementi tra i gruppi delle tute bianche, allo scopo di confondersi tra i manifestanti per aggredire i rappresentanti delle forze dell'ordine, "screditando contestualmente l'area antagonista di sinistra anti-G8".

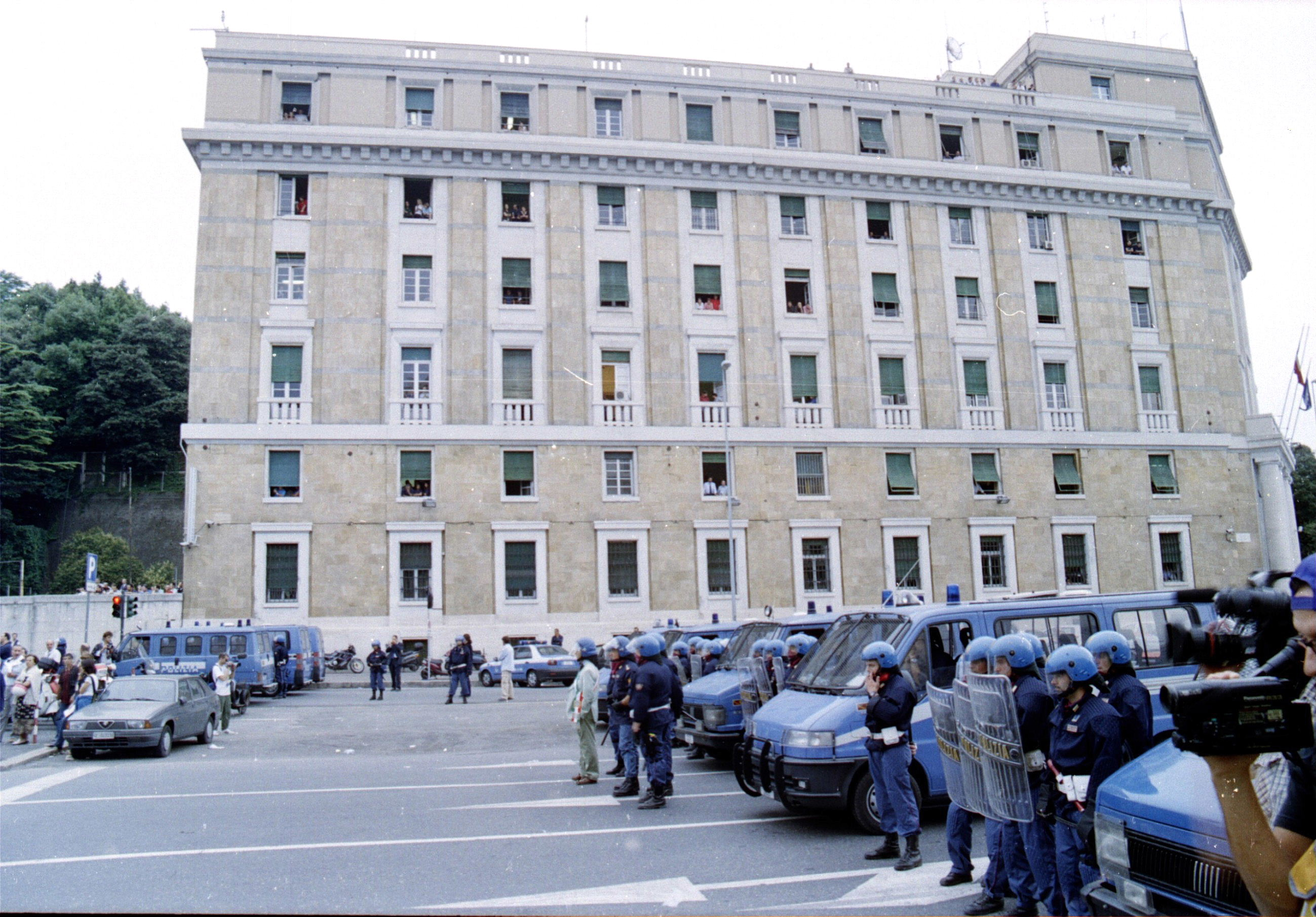
La questura di Genova presidiata da forze di polizia

Il termine Black Bloc originariamente non definisce i partecipanti alle manifestazioni o agli scontri, ma un determinato tipo di manifestazione e di scontri che prevede delle azioni tipiche, quali marciare in blocco, vestiti di nero, allo scopo di creare un forte effetto scenico, l'uso sistematico del vandalismo, il deviare dai percorsi imposti dalle autorità ai cortei autorizzati, il costruire barricate, o attuare sit-in pacifici di protesta; i media usarono questo termine per indicare genericamente i manifestanti violenti ma in realtà, tra le centinaia di fermati e arrestati durante i giorni del vertice, nessuno risultò essere aderente al sistema dei Black Bloc e inoltre esso smentì la sua partecipazione ai fatti del G8 di Genova, smarcandosi dalla cattiva fama attribuitagli dai giornalisti, cambiando il suo nome da Black Bloc, "blocco nero", ad Antrax Bloc, "blocco antracite".
Il fascicolo inoltre elencava alcune probabili azioni che sarebbero potute essere compiute dai manifestanti, quali lancio di frutta con all'interno lamette di rasoio o di letame e pesce marcio tramite catapulte, blocchi stradali e ferroviari, lancio di migliaia di palloncini contenenti sangue umano infetto, uso di fionde tipo falcon per lanciare a distanza biglie di vetro e bulloni allo scopo di perforare gli scudi di protezione e i parabrezza dei mezzi in uso alle forze dell'ordine limitandone la capacità di movimento, lancio di copertoni in fiamme, rapimento di esponenti delle forze dell'ordine e uso di auto con targhe dei Carabinieri falsificate per avere accesso ai varchi della zona rossa.
Dopo la pubblicazione del documento venne evidenziata da più parti, compresi i gruppi di riferimento dei manifestanti, un'anomalia: il dossier infatti, oltre alle possibili strategie violente elencate, metteva in guardia le forze dell'ordine anche da iniziative non violente e del tutto legittime quali il costituire gruppi con conoscenze giuridiche per affrontare tutte le problematiche relative ad eventuali problemi giudiziari e legali con le forze dell'ordine, il munirsi di computer portatili e radio ricetrasmittenti nonché di telecamere per trasmettere in tempo reale sul circuito Internet le immagini della protesta o l'affittare, anche per poche ore, un canale satellitare per divulgare la protesta a livello mondiale.

### La topografia della città e le critiche allazona rossa

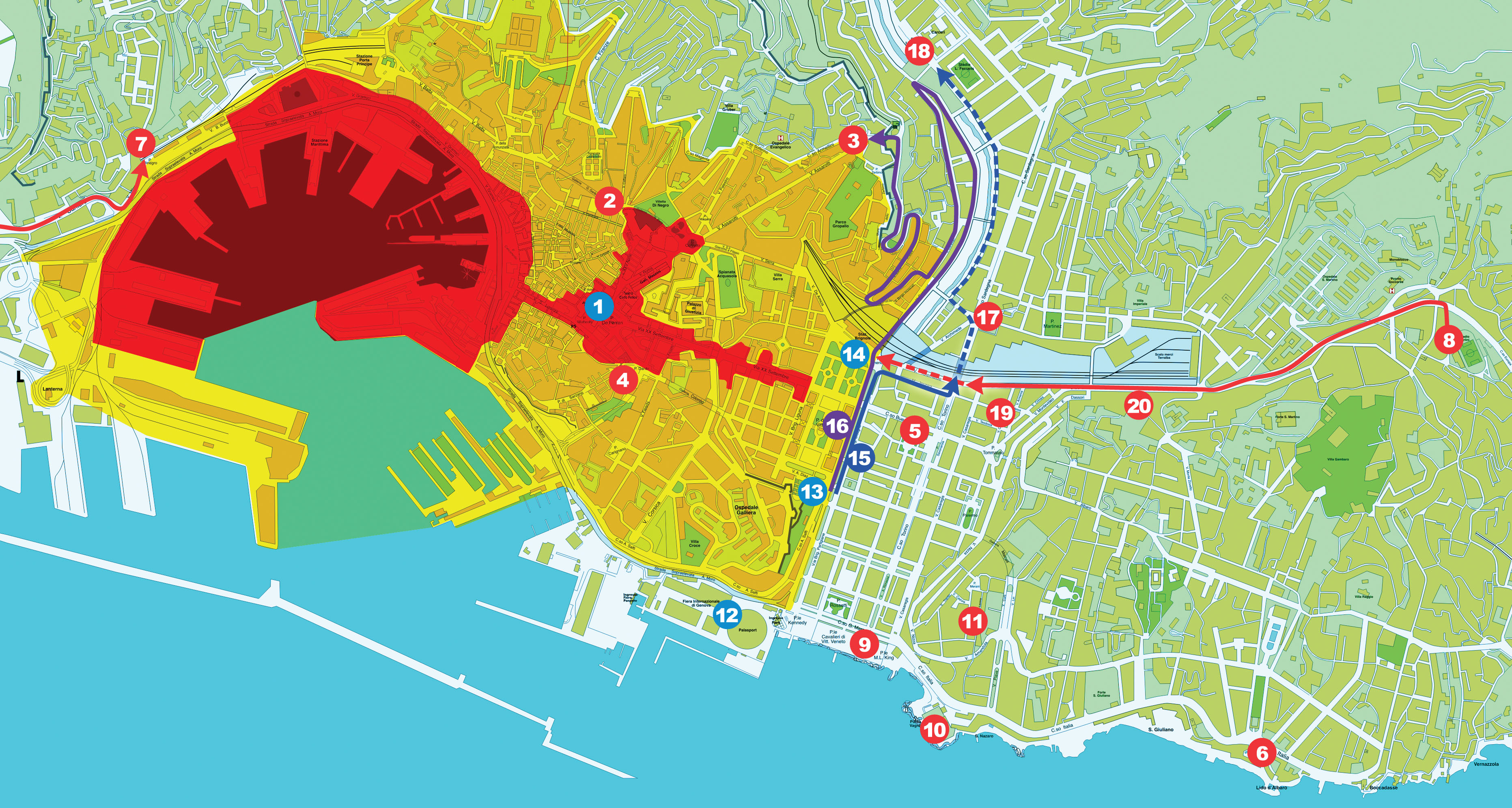
Mappatura della divisione in zone della città di Genova durante il vertice del G8 del 2001; sono visibili le aree con differenti restrizioni di accesso: zona rossa e zona gialla

Le misure di sicurezza prevedevano una zona gialla, ad accesso limitato, e una zona rossa severamente riservata, chiamata gergalmente anche Fortezza Genova, accessibile ai soli residenti attraverso un numero limitato di varchi.
Furono poste sotto controllo strade e autostrade; furono chiusi il porto, le stazioni ferroviarie e l'aeroporto di Genova-Sestri Ponente, dove furono installate batterie di missili terra-aria in seguito alla segnalazione da parte dei servizi segreti del rischio di attentati per via aerea; vennero sigillati i tombini delle fognature nelle adiacenze della "zona rossa" e installate inferriate per separare le zone "rossa" e "gialla".

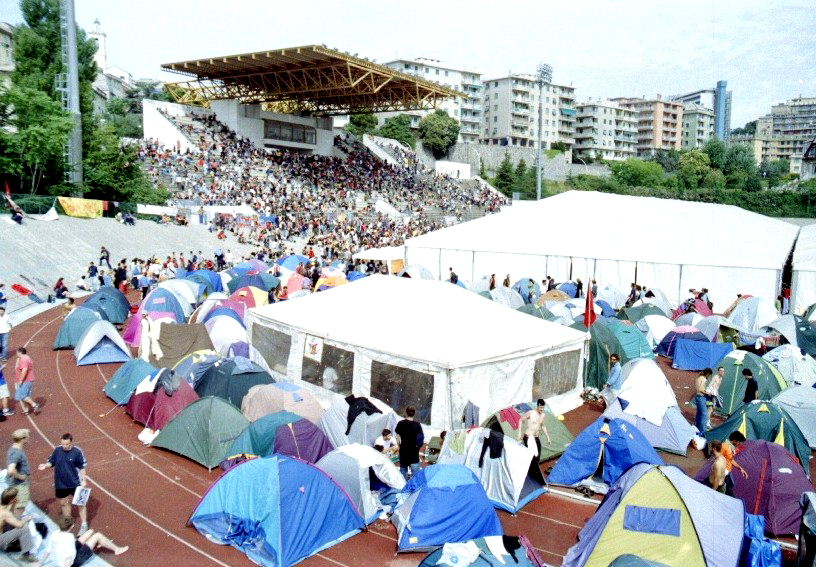
Lo stadio Carlini, una delle sedi di raccolta dei manifestanti no-global

Nel clima teso della vigilia, molti genovesi decisero di abbandonare la città e di sospendere le proprie attività lavorative, anche nelle zone della città lontane dai luoghi interessati. Furono molti gli allarme-bomba. Un pacco-bomba ferì un carabiniere, mentre un altro esplose nel centro di produzione televisiva di Palazzo dei Cigni, presso Segrate (Milano), ferendo la segretaria del giornalista Emilio Fede, direttore del telegiornale TG4. Alle manifestazioni di protesta parteciparono 700 gruppi e associazioni di diversa ispirazione e nazionalità, aderenti o fiancheggianti il Genoa Social Forum (GSF), responsabile dell'organizzazione e del coordinamento delle manifestazioni.
Il GSF chiese, attraverso i portavoce Vittorio Agnoletto e Luca Casarini, l'annullamento del G8, con la motivazione che la riunione dei capi di Stato e di governo era da considerarsi illegittima, in quanto pochi uomini potenti avrebbero preso decisioni destinate a condizionare popoli non rappresentati dal G8 e perché il divieto di entrare liberamente nella zona rossa costituiva una limitazione delle libertà costituzionali; tali richieste non furono accettate dal governo, motivando ciò con l'impossibilità di venire meno agli impegni internazionali precedentemente assunti dall'Italia, anche se questi erano stati assunti dal precedente governo.

## Gli avvenimenti dal 19 al 22 luglio

### Giovedì 19 luglio
Il 19 luglio si svolse una manifestazione di rivendicazione dei diritti degli extracomunitari e degli immigrati a cui parteciparono molti gruppi stranieri, cittadini genovesi, rappresentanti della Rete Lilliput e anche un piccolo gruppo di anarchici; venne stimata la presenza di circa 50.000 persone e non si registrarono incidenti degni di nota. Un gruppo di tute nere, presente nel gruppo degli anarchici, giunto all'altezza della questura (davanti alla quale erano schierate le forze dell'ordine), lanciò bottiglie di plastica e alcuni sassi, ma in breve l'azione venne interrotta dagli stessi anarchici che si frapposero tra il gruppo nero e i poliziotti. In attesa dei due grandi cortei organizzati per venerdì e sabato, crebbe l'affluenza di gruppi organizzati e di singole persone, alloggiati nelle aree predisposte site in varie zone della città.

### Venerdì 20 luglio

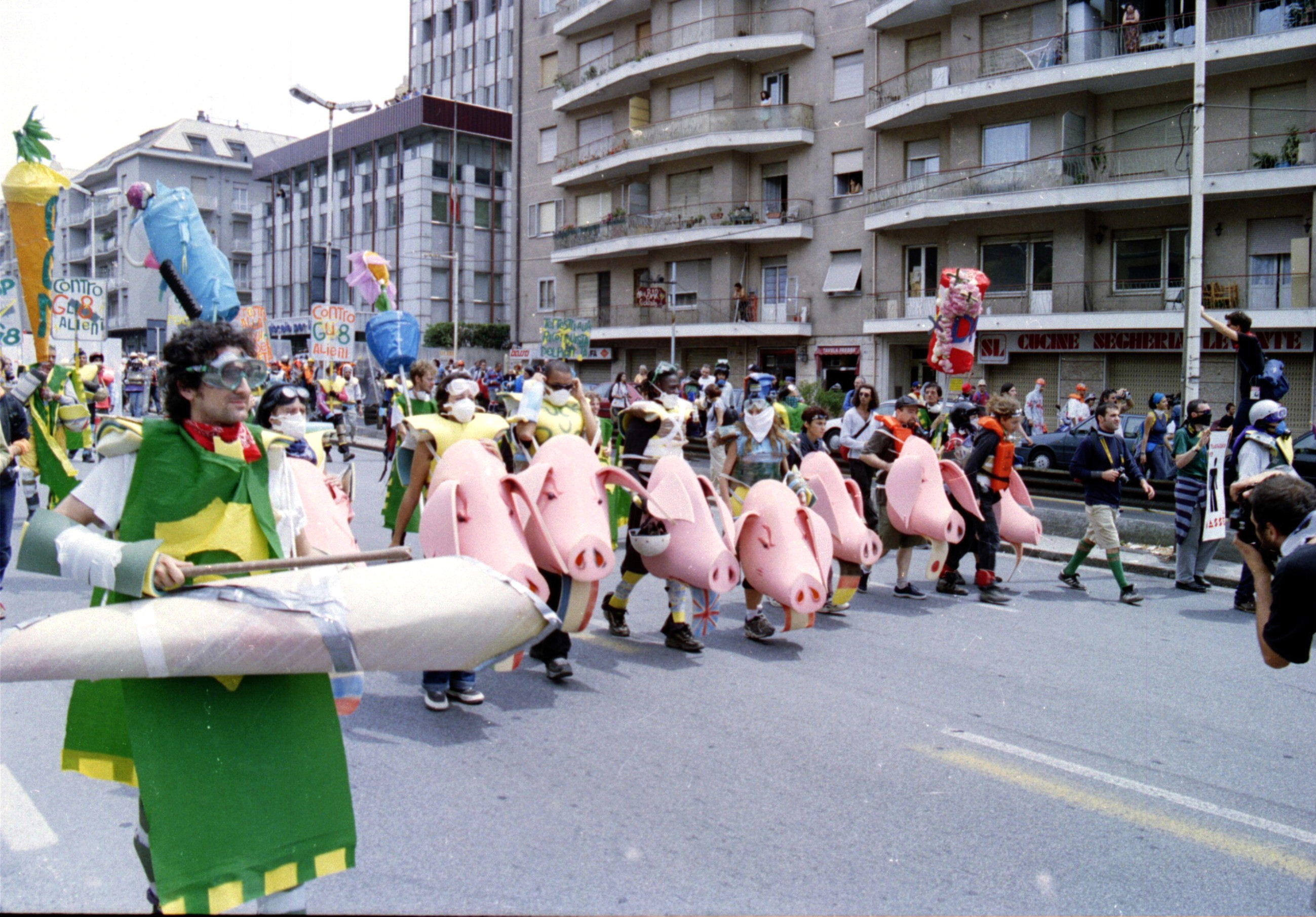
Corteo dei Disobbedienti in corso Europa nei pressi della sede RAI

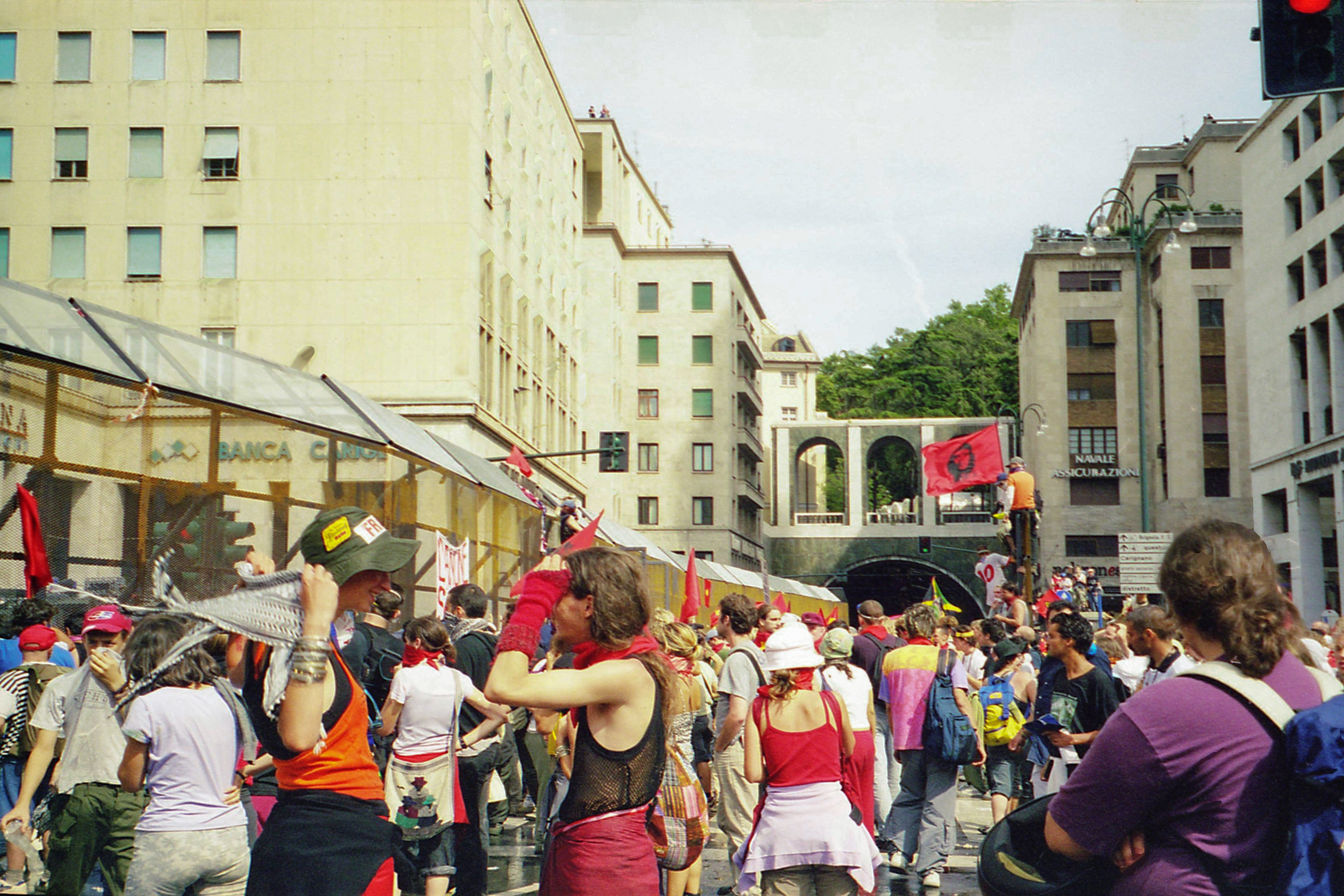
Le manifestazioni di Attac France in piazza Dante: si trattava di uno dei pochi varchi alla cosiddetta Zona rossa.

Nella giornata di venerdì erano state organizzate diverse manifestazioni autorizzate, da svolgersi in varie zone della città, tra cui:
- un corteo di lavoratori in sciopero, tra piazza Montano a Sampierdarena 44°24′46.24″N 8°53′18.53″E e piazza Di Negro 44°24′47.78″N 8°54′39.32″E, svoltosi senza incidenti degni di nota;
- un corteo della Rete Lilliput, di Rete Contro G8, Legambiente e Marcia mondiale delle donne, in partenza alle 10:00 da piazza Manin 44°24′49.51″N 8°56′50.47″E a piazza Goffredo Villa 44°24′51.22″N 8°56′01.79″E, nel quartiere di Castelletto, con sit-in davanti ai varchi della zona rossa di piazza Corvetto 44°24′35.57″N 8°56′17.81″E;
- un corteo dei Cobas e del Network per i Diritti Globali in piazza Paolo da Novi 44°24′09.82″N 8°56′59.8″E a mezzogiorno, dedicato al tema del lavoro. Era prevista la partecipazione delle Tute Bianche, intenzionate a violare la zona rossa. Al corteo si unirono manifestanti che potevano essere interessati alla tecnica di manifestazione del Black bloc;
- un corteo delle Tute Bianche e di altri gruppi intenzionati a violare la zona rossa, che partì dallo stadio Carlini 44°24′21.18″N 8°58′44.73″E alle 11.30. Le Tute Bianche, capeggiate da Luca Casarini, parteciparono al corteo con l'intenzione di violare i blocchi a protezione della zona rossa, con i propri membri dotati di caschi, protezioni in gommapiuma e scudi di plexiglas;
- un corteo di Globalise Resistance che partì da piazzale John Fitzgerald Kennedy 44°23′44.57″N 8°56′34.53″E, nella zona della Foce, alle 12, con l'intenzione da parte di diversi manifestanti di violare la zona rossa;
- da piazza Carignano 44°24′08″N 8°56′04.25″E era previsto il corteo di Attac, dell'Arci, di Rifondazione Comunista, della Fiom Cgil, dell'UDS e dell'UDU;
- Attac France sfilò da piazzale Kennedy verso piazza Dante 44°24′19.07″N 8°56′09.09″E, dove nel corso della giornata una ragazza e un anziano riuscirono a violare la zona rossa, facendosi poi arrestare senza opporre resistenza. La ragazza, una giornalista francese di nome Valerie Vie, sarà la prima condannata con sentenza definitiva (cinque mesi di reclusione, condanna decisa in primo grado e confermata sia dalla corte d'appello che in cassazione) nell'ambito dei processi relativi al G8.[20][21][22]
- nella mattinata un tentativo di oltrepassare la zona rossa da parte di un gruppo di attivisti di Greenpeace per via aerea, tramite un aquilone gonfiabile, venne bloccato dalla polizia.[23]

L'allora presidente della Provincia di Genova, Marta Vincenzi, segnalò, sia tramite i canali ufficiali sia nelle interviste delle dirette televisive, la presenza di uno dei gruppi, stimato in circa 300 persone, sospettati di provocare incidenti, in un edificio scolastico di proprietà della provincia nella zona di Quarto dei Mille; inizialmente l'edificio era stato assegnato al Genoa Social Forum ed ai Cobas per ospitare i manifestanti venuti da fuori città, ma i pochi che erano già entrati ne furono scacciati dall'arrivo dei primi "Black Bloc". Le stesse segnalazioni provennero, come emerse durante i processi, anche da molti dei cittadini residenti in zona e da diversi manifestanti, ma queste non portarono a nulla in quanto, dopo un primo controllo da parte della polizia tra giovedì e venerdì, che aveva semplicemente appurato la presenza di un numeroso gruppo di persone all'interno dell'edificio, non seguì nessun'azione, e i successivi controlli, avvenuti a G8 concluso, constatarono solo i danni, stimati dalla provincia in ottocento milioni di lire. Il capo gabinetto della questura di Genova si giustificò sostenendo che il venerdì gli agenti presenti erano impegnati negli scontri, per cui non si disponeva di forze sufficienti per intervenire, mentre il sabato la polizia sarebbe stata impossibilitata a intervenire per via della prossimità dell'edificio al corteo, i cui partecipanti avrebbero impedito l'ingresso nell'edificio alle forze dell'ordine.
Nell'agosto 2001 il questore Francesco Colucci (questore di Genova durante il G8, rimosso dal ministero dell'Interno dopo gli scontri), ascoltato dalla commissione parlamentare d'indagine sul G8, affermò che c'era un accordo con Casarini, il leader delle Tute Bianche, per una "sceneggiata", interpretata dai media come una violazione della zona rossa simbolica e controllata, ma che lo stesso Casarini temeva infiltrazioni da parte di altri gruppi:
(Comitato paritetico per l'indagine conoscitiva Sui fatti accaduti in occasione del vertice G8 tenutosi a Genova - Seduta di martedì 28 agosto 2001, audizione del questore Francesco Colucci)
La tesi, sempre smentita in via ufficiale sia dalle forze dell'ordine che da Casarini, negli anni successivi è stata più volte citata dai media che si sono interessati al caso.

#### I primi incidenti e la carica contro il corteo

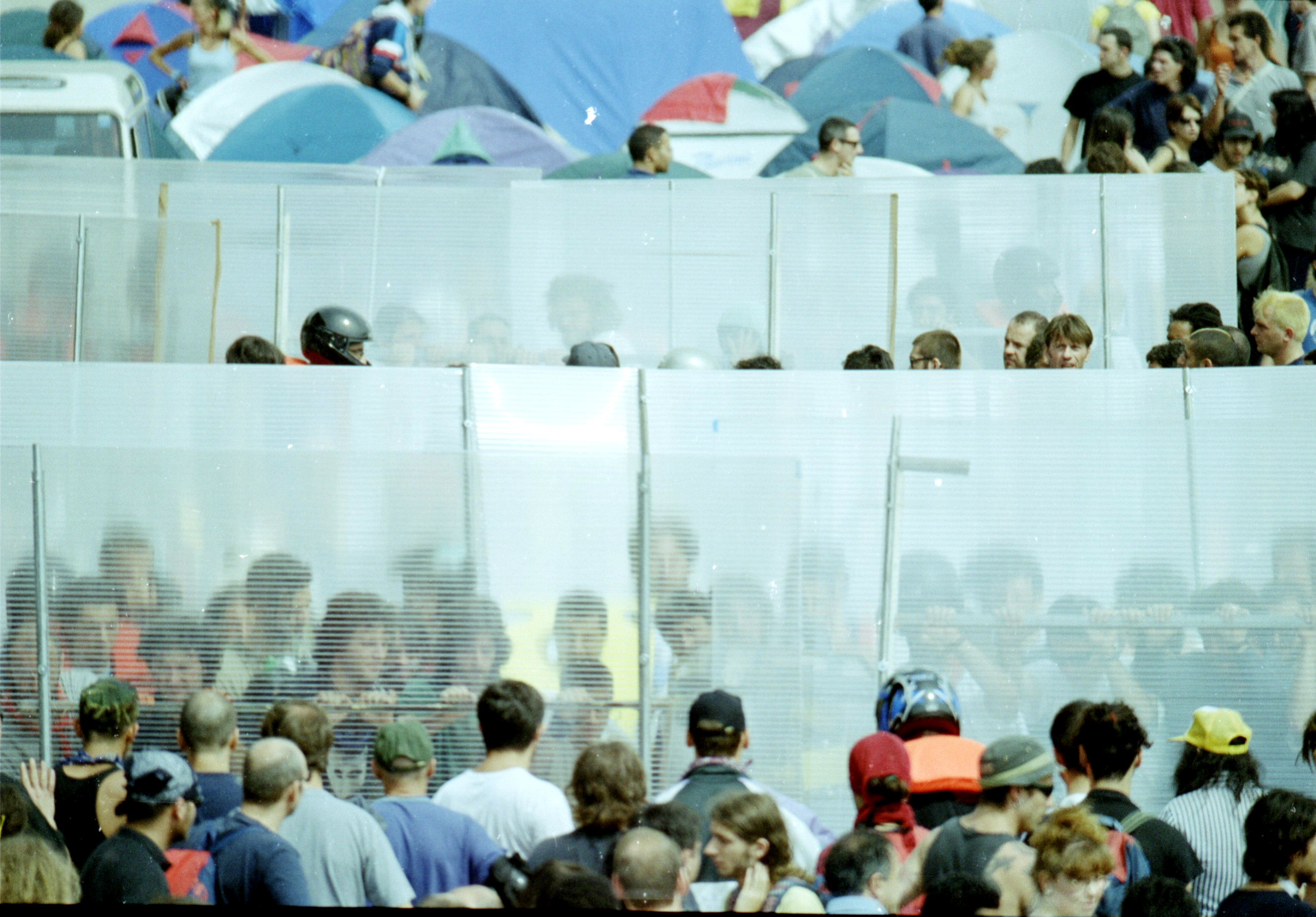
Corteo dei Disobbedienti con gli scudi di plastica in corso Europa

Nel primo pomeriggio avvennero i primi incidenti: nei pressi della stazione Brignole alcuni Black Bloc attaccarono con lanci di bottiglie Molotov e sassi un cordone formato da carabinieri, allontanandosi velocemente a seguito della carica intervenuta immediatamente dopo, convergendo tra la folla dei manifestanti pacifici; durante questi scontri furono lanciati lacrimogeni e furono esplosi alcuni colpi di arma da fuoco in aria e diversi filmati amatoriali e televisivi mostrarono tanto i contatti violenti tra le due anime dei manifestanti, con l'intenzione, da parte di quelli pacifici, di preservare lo svolgimento ordinato della manifestazione, quanto i dialoghi tra individui con il viso coperto e con abbigliamento scuro, simile a quello usato dai gruppi violenti, e poliziotti, carabinieri ed agenti dei servizi di sicurezza, anche all'interno del perimetro delle caserme.
Defilatosi dalla zona degli scontri, parte di questi manifestanti violenti si allontanò dalla zona rossa, dirigendosi verso il carcere 44°25′02.8″N 8°57′02.12″E, situato nel quartiere di Marassi, di fianco allo stadio Luigi Ferraris. Giunti nel quartiere, alle 14:30 circa, il gruppo si divise nuovamente e parte di questo puntò verso l'ingresso del carcere, dove, adottando la tecnica del black bloc, danneggiò le telecamere di sorveglianza esterne e il portone. Diversi filmati diffusi dopo gli eventi mostrarono l'arrivo dei manifestanti e il contemporaneo allontanamento delle forze dell'ordine presenti: 4 blindati e 2 defender dei carabinieri, una volante della polizia e due auto della polizia municipale.
Il personale presente sul piazzale antistante il carcere fornirà una ricostruzione dei fatti discordante rispetto a quanto dichiarato dal personale del carcere e da quanto mostrato da alcune riprese amatoriali acquisite dalla magistratura, incluse quelle raccolte dal regista Davide Ferrario nel suo documentario Le strade di Genova. Secondo i primi, circa 100 manifestanti staccati dal gruppo principale, di circa 1 000 persone, avrebbero attaccato le forze dell'ordine armati di spranghe e lanciando diverse molotov, sassi e bottiglie di vetro; a questi se ne sarebbero aggiunti in seguito altri 200, che avrebbero tentato di accerchiare i mezzi nonostante il lancio di lacrimogeni, costringendoli alla fuga; nei filmati si vede invece un gruppo di alcune decine di manifestanti violenti che si avvicina al piazzale antistante il carcere lanciando alcuni oggetti, e i mezzi dei carabinieri che con il gruppo ancora a distanza, ripiegano dopo aver lanciato solo due lacrimogeni, uno dei quali finito lontano dai manifestanti e solo a questo punto, a piazzale vuoto, giungono altre persone provenienti dal gruppo principale.
Alle 14:45, quasi in contemporanea all'attacco al carcere, avvenne una breve sassaiola diretta contro Forte San Giuliano, sede del comando regionale ligure dei Carabinieri, nella zona di corso Italia. Cinque blindati Iveco A55, chiamati per disperdere gli assalitori, giunsero in zona alle 15:15, quando ormai l'azione si era conclusa. Divisi in due gruppi di 2 e 3 mezzi, i primi si spostarono in corso Italia per disperdere alcuni manifestanti, mentre i secondi vennero coinvolti in alcuni scontri in viale Nazario Sauro, una traversa del corso, durante i quali uno degli autisti dei mezzi fu ferito alla testa, l'appuntato Luca Puliti (il ferimento di maggiore gravità tra i carabinieri che parteciparono agli eventi, necessiterà di alcune settimane di ricovero ospedaliero). Nelle ore successive a questi scontri e con riferimento a questo evento, si diffonde tra diversi reparti delle forze dell'ordine l'errata notizia che un militare è morente o già morto.

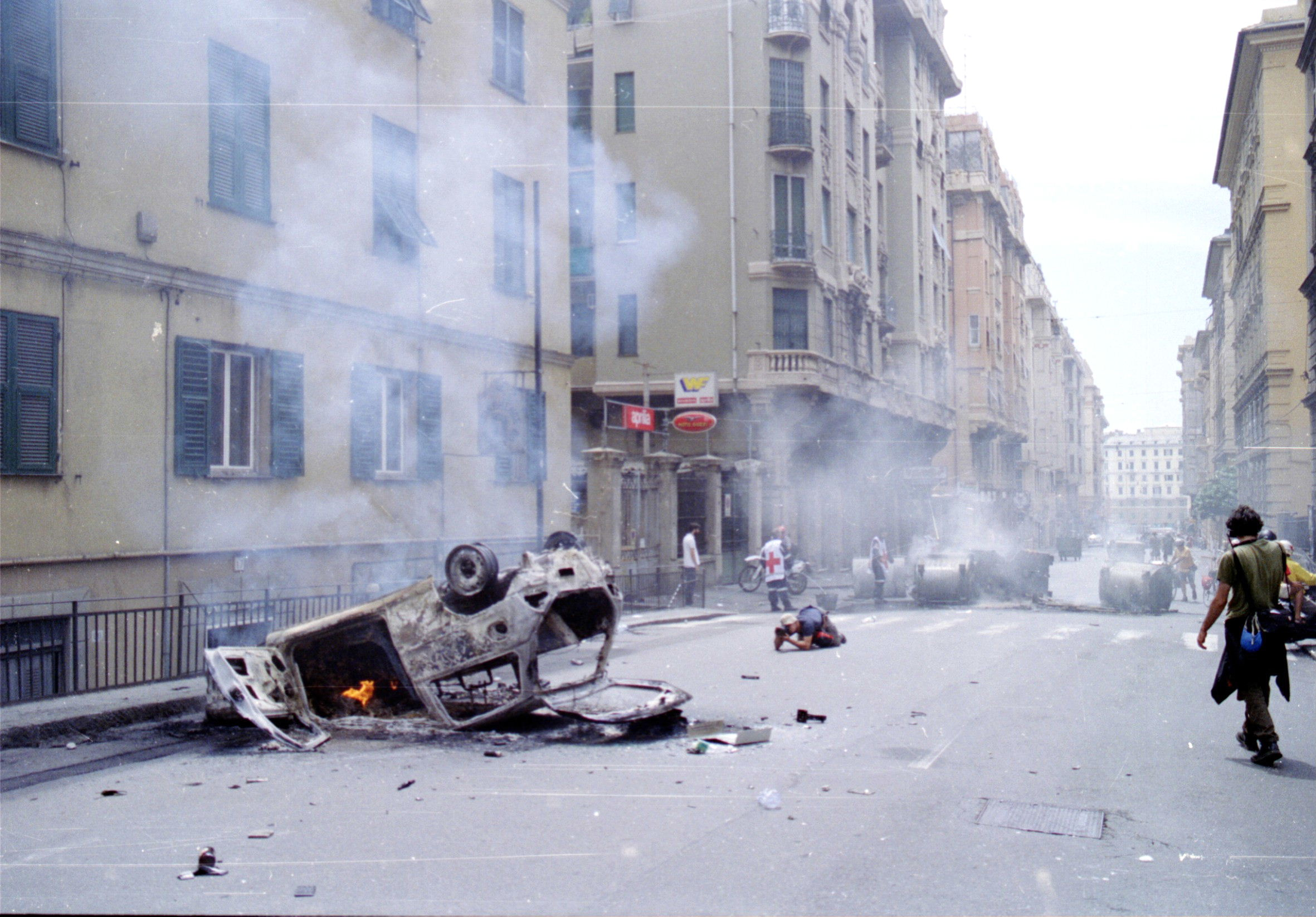
Auto incendiata in via Montevideo

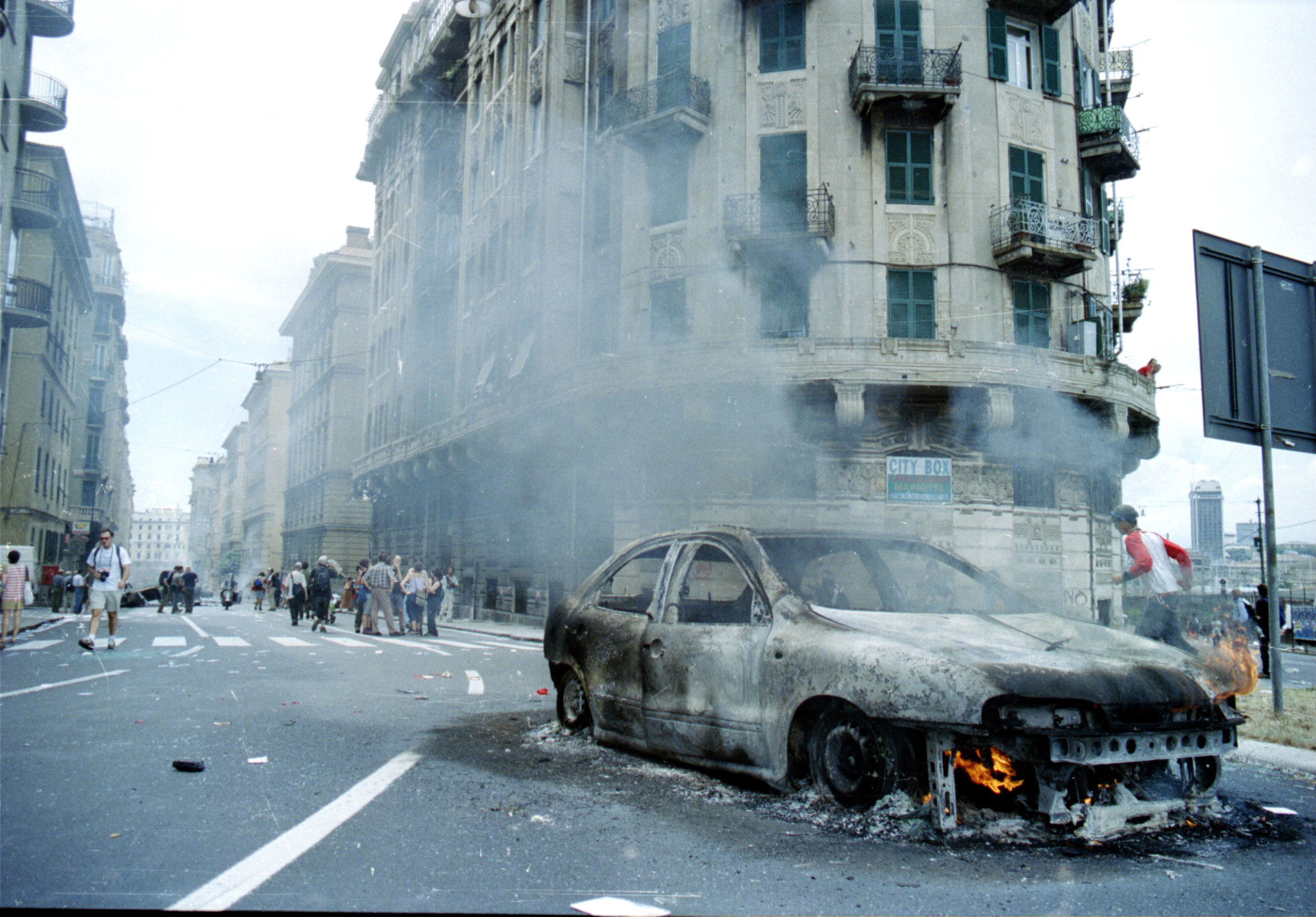
Auto incendiata alla confluenza fra le vie Montevideo e Tolemaide

In piazza Giusti 44°24′26.2″N 8°57′11.35″E un altro gruppo di manifestanti violenti era impegnato da alcune ore a compiere vandalismi contro un distributore di benzina posto tra corso Sardegna e via Archimede, un supermercato e una banca, ma la polizia, benché sollecitata, non intervenne, poiché l'ordine era di limitarsi a passare le segnalazioni alla centrale; il supermercato venne saccheggiato e in quel caso alcune fonti riferirono di una "collaborazione" tra manifestanti violenti e pacifici.
Nello stesso momento circa 300 carabinieri a piedi, appoggiati da blindati e camionette che a causa degli attacchi incontravano grosse difficoltà a muoversi nelle strette vie genovesi, si dirigevano verso la zona dei disordini allo scopo di bloccare i gruppi estremisti che da piazza Giusti stavano avanzando verso il quartiere di Marassi; il loro percorso prevedeva il passaggio da via Tolemaide 44°24′20″N 8°57′56.39″E e il transito per il sottopasso ferroviario di via Archimede, evitando quindi il corteo pacifico che proveniva da corso Aldo Gastaldi 44°24′16.8″N 8°57′49.82″E in direzione di via Tolemaide. Un errore di direzione, dovuto alla non conoscenza della città, causò tuttavia il loro passaggio dalla parallela via Giovanni Tomaso Invrea e il loro posizionamento di fronte al sottopasso ferroviario che divide corso Torino da corso Sardegna 44°24′16.99″N 8°57′07.32″E. Qui, dopo alcuni attimi di sosta, i carabinieri caricarono per alcune centinaia di metri (fino all'incrocio con via Caffa) la testa del corteo autorizzato (tra i primi il gruppo delle "Tute Bianche") che stava sopraggiungendo, ufficialmente per liberare la strada e per contrastare il fitto lancio di oggetti di cui erano bersaglio.

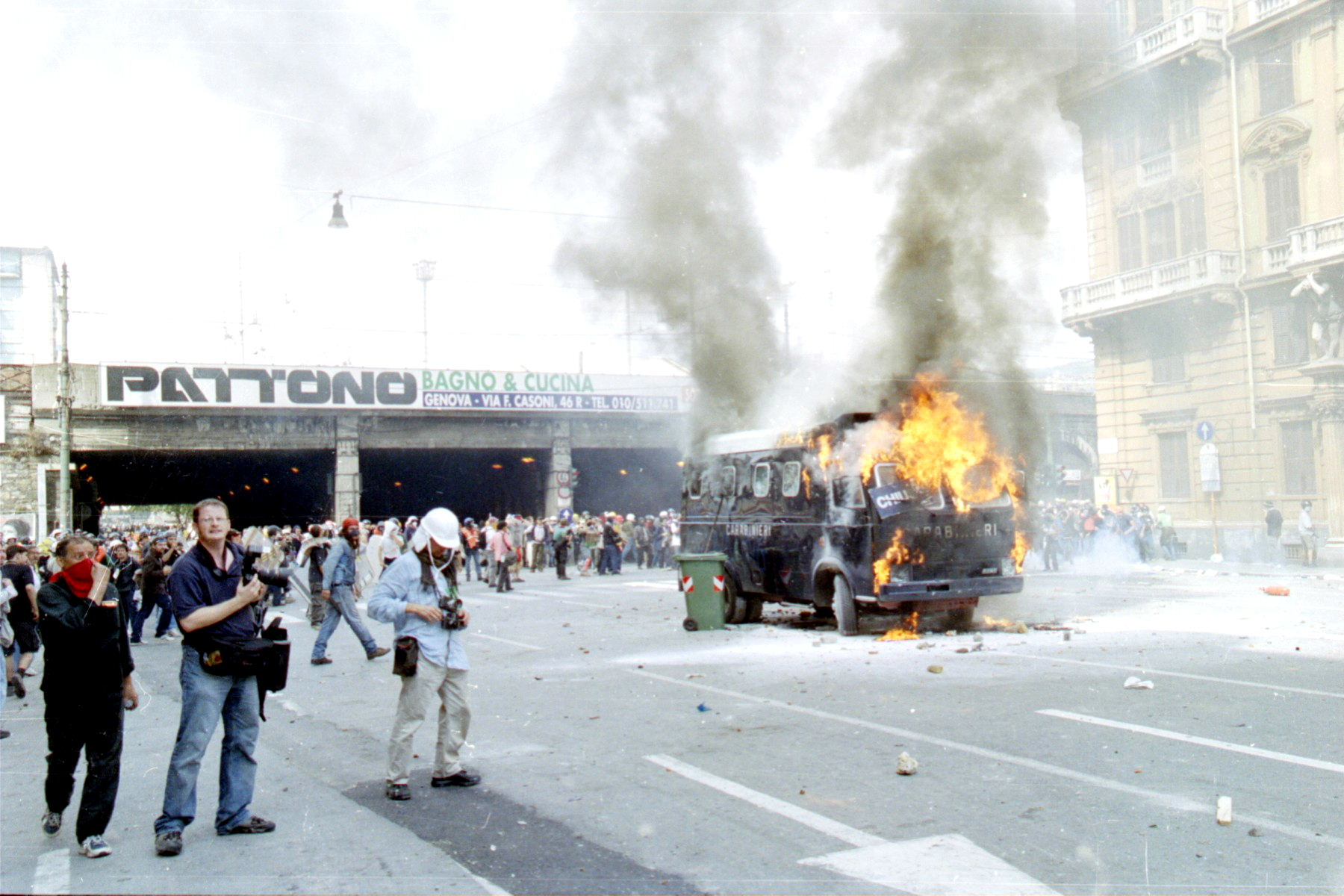
Cellulare dei carabinieri dato alle fiamme in corso Torino

Le versioni che vennero fornite sull'accaduto furono di segno decisamente opposto: diversi giornalisti presenti riferirono durante il processo di "un lancio simbolico con non più di due o tre sassi" da parte di alcuni manifestanti violenti, esterni al corteo, aggiungendo le loro perplessità rispetto alla tolleranza da parte delle forze dell'ordine per alcune ore nei confronti degli atti vandalici dei manifestanti violenti, mentre il corteo autorizzato veniva fatto bersaglio di lanci di lacrimogeni e caricato dopo solo poche decine di secondi di contatto visivo. La versione fornita dalle forze dell'ordine viceversa indicò un "fitto" lancio di sassi proveniente dal corteo.
La stranezza del comportamento delle forze dell'ordine emerse anche durante il processo, in cui furono ascoltate registrazioni provenienti dalla questura: in una di queste registrazioni si sentono sia un operatore urlare: "Nooo!... Hanno caricato le tute bianche, porco giuda! Loro dovevano andare in piazza Giusti, non verso Tolemaide... Hanno caricato le tute bianche che dovevano arrivare a piazza Verdi", sia le ripetute richieste del dirigente del commissariato di Genova, responsabile della sicurezza del corteo, relative al far ritirare il gruppo dei Carabinieri dalla zona per evitare di fare da "tappo" e bloccare il corteo in arrivo.
Molti manifestanti e alcuni giornalisti si allontanarono dopo i primi lanci di lacrimogeni, per cercare riparo nelle strade laterali, ma nonostante ciò alcuni di essi non riuscirono a evitare di essere coinvolti negli scontri subendo pestaggi da parte delle forze dell'ordine. Il capitano dei Carabinieri che aveva ordinato le cariche sostenne al processo che si trattava di cariche "di alleggerimento", ammettendo però di non conoscere la topografia della zona e di non essersi reso conto che così facendo aveva chiuso le vie di fuga.
Dopo questa prima carica i carabinieri iniziarono a ripiegare per permettere il passaggio del corteo, tuttavia alcuni manifestanti appartenenti al corteo, ai quali si erano aggiunti elementi provenienti dal gruppo che occupava il sottopasso di corso Sardegna, reagirono alle precedenti cariche assalendo e incendiando un mezzo blindato in panne. In quel frangente la centrale operativa perse i contatti radio con gli uomini presenti, i quali, avendo già impiegato tutti i lacrimogeni a disposizione, ripresero le cariche. Durante gli scontri che seguirono, vennero rovesciati e dati alle fiamme cassonetti dell'immondizia, allo scopo di farne barricate, e furono compiuti altri atti vandalici. La grande quantità di lacrimogeni lanciati (Gas CN e CS) causò negli anni successivi problemi respiratori cronici e dermatologici sia negli agenti, nonostante la protezione delle maschere, sia nei manifestanti.

#### Lo scontro di piazza Alimonda
Piazza Alimonda 44°24′13.86″N 8°57′15.4″E è uno slargo alberato posto nel quartiere Foce, che divide in due via Caffa nel suo percorso da via Tolemaide a piazza Niccolò Tommaseo 44°24′08.01″N 8°57′14.52″E. Via Caffa è lunga in tutto circa 250 metri: 90 da via Tolemaide a piazza Alimonda, circa 60 sulla piazza, della quale costituisce il lato più esteso, e poco più di 100 da piazza Alimonda, angolo via Ilice, a piazza Tommaseo. Perpendicolare a via Caffa si trova via Giovanni Tomaso Invrea, che collega la parte alta di via Giuseppe Casaregis, parallela a via Caffa, con Piazza Alimonda. Dalla parte opposta, dietro la chiesa che si affaccia sulla piazza, collegata da via Ilice e via Odessa, corre via Crimea.
Intorno alle ore 15:00, come risultò da alcune fotografie scattate da un balcone su via Caffa, verso via Tolemaide, nella piazza sulla quale stavano transitando passanti e manifestanti, la situazione era tranquilla, ma poco dopo iniziò un lancio di lacrimogeni da parte dei carabinieri, da via Invrea, verso i manifestanti presenti. Durante gli scontri furono posti dei cassonetti dei rifiuti nella carreggiata, allo scopo di rendere difficoltoso il movimento dei mezzi e, di fronte a uno di questi, si fermò un Land Rover Defender dei carabinieri; dall'interno di tale veicolo, il carabiniere di leva Mario Placanica, 20 anni, esplose un colpo di pistola che uccise il manifestante Carlo Giuliani, 23 anni. Circa alle ore 16:00, carabinieri e polizia iniziarono le cariche e i pestaggi nei confronti dei manifestanti in piazza e nelle vie limitrofe e, grazie anche all'aiuto di numerosi mezzi, riuscirono a prendere il controllo dell'area; contemporaneamente giunse nella piazza, da via Invrea, un defender con a bordo il tenente colonnello dei carabinieri Giovanni Truglio, comandante dello stesso reparto cui apparteneva Placanica.
Poco dopo le 17:00, una delle Compagnie di contenimento e intervento risolutivo (CCIR), la Echo dei Carabinieri, sotto il comando del capitano Claudio Cappello e con la direzione del vicequestore aggiunto Adriano Lauro, seguita da due Land Rover Defender, ferma insieme ad altre forze di polizia tra via Caffa e piazza Tommaseo, attraversò i 200 metri di via Caffa e caricò parte dei manifestanti che erano nell'incrocio con via Tolemaide, dove stavano avvenendo gli scontri, protetti da barricate improvvisate. Secondo la versione ufficiale la carica era stata effettuata per timore che i manifestanti, che avrebbero iniziato a lanciare oggetti in direzione dei carabinieri (tuttavia inizialmente fuori portata) e ad avanzare facendosi scudo con alcuni cassonetti rovesciati, attaccassero il gruppo delle forze dell'ordine.
Tuttavia, secondo le ricostruzioni basate su fotografie della piazza e testimonianze effettuate da comitati e associazioni vicine ai manifestanti, i carabinieri si sarebbero preparati a caricare senza che vi fosse stato alcun segno di ostilità da parte dei manifestanti. In alcune foto relative alla costruzione della barricata compare Carlo Giuliani. Durante le inchieste su quei giorni si fece notare che questa carica avrebbe precluso ogni possibile via di fuga ai manifestanti così come avrebbe reso impossibile il retrocedere lungo via Tolemaide verso le cariche delle altre forze dell'ordine; la conseguenza fu che alcuni manifestanti, vistasi preclusa ogni via di fuga, cercarono di reagire alle cariche della polizia per farsi strada nella direzione opposta.
Iniziato lo scontro, i carabinieri (dalle foto e dalle testimonianze, circa settanta) non furono però in grado di disperdere i manifestanti e, davanti alla loro reazione, indietreggiarono precipitosamente, inseguiti da questi, verso l'inizio di via Caffa, dove era schierato un intero reparto della polizia dotato di molti mezzi. Durante i processi, sulla presenza dei due Defender, Cappello affermò che "vi fu un arretramento disordinato. Io non mi sono reso conto che dietro di noi vi erano anche le due Land Rover, anche perché non c'era alcun motivo operativo".

#### L'assalto al Defender e la morte di Carlo Giuliani
Durante la ritirata una Land Rover Defender dei carabinieri, con tre giovani militari a bordo, l'autista Filippo Cavataio di 23 anni, Mario Placanica, carabiniere di leva di 20 anni, e il coetaneo Dario Raffone, restò temporaneamente bloccata di fronte a un cassonetto dei rifiuti mentre stava manovrando in piazza Alimonda, secondo la testimonianza dell'autista, a causa di una manovra errata dell'altro mezzo e per l'asserito spegnimento del motore. Una quindicina di persone, appartenenti al gruppo che dopo la carica fallita stava inseguendo i carabinieri in ritirata, attaccò il mezzo che fu danneggiato a tergo e sul lato destro, con pietre, bastoni, una palanchina di legno e un estintore e, nell'assalto, furono feriti al viso da pietre dagli assalitori i carabinieri Raffone e Placanica.
L'attacco al mezzo fu documentato da diversi filmati e foto e il tutto fu successivamente acquisito dalla magistratura. Alcuni media e politici in un primo tempo parlarono erroneamente di centinaia di persone intorno al mezzo, stima superiore anche alla consistenza stessa del più vasto gruppo di manifestanti caricato in via Caffa. L'aggressore con la palanca, M. Monai, nel descrivere la situazione, dichiarerà al magistrato:
(Dichiarazioni di M. Monai)
Uno degli aggressori raccolse l'estintore e lo scagliò contro il mezzo, colpendo l'intelaiatura del finestrino della porta posteriore del mezzo. L'estintore rimase appoggiato tra la carrozzeria e la ruota di scorta: dall'interno uno degli occupanti lo colpì con un calcio, facendolo rotolare a terra in direzione di un manifestante con il volto coperto da un passamontagna, più tardi identificato nella persona di Carlo Giuliani, che in quel momento si trovava a diversi metri dal Defender, in direzione di via Tolemaide; questi sollevò da terra l'estintore e si avvicinò, tenendo l'estintore sopra la testa con le mani protese, verso la parte posteriore del Defender, ma venne colpito alla testa da un colpo d'arma da fuoco. Placanica si dichiarò in seguito autore dello sparo, aggiungendo di avere sparato due colpi in aria, uno dei quali colpì Giuliani, mentre l'altro proiettile colpì il muro a destra della chiesa in piazza Alimonda, lasciandovi un segno individuato solo dopo alcuni mesi.
Giuliani cadde a terra ancora vivo, venendo investito due volte dal mezzo che era riuscito a ripartire e si allontanava dalla piazza mettendo in salvo i carabinieri: una prima volta in retromarcia e la seconda dopo la ripartenza. Secondo l'autopsia e in base ai filmati che ne mostrano il sangue zampillante, morì diversi minuti dopo essere stato colpito. Quando, dopo circa mezz'ora, il personale medico di un'ambulanza arrivò in soccorso, Giuliani era già morto, senza aver ricevuto alcun soccorso dalle forze dell'ordine che immediatamente dopo la sua caduta a terra rioccuparono la piazza e lo circondarono nascondendone la vista. La scena, documentata da filmati e fotografie, venne trasmessa da emittenti televisive in tutto il mondo, rendendo evidente il drammatico livello di violenza raggiunto dagli scontri di Genova.
Un reporter del quotidiano La Repubblica e un medico giunti sul posto subito dopo il fatto notarono il bossolo di un proiettile vicino al corpo, ma, quando questo venne mostrato ai carabinieri presenti, la morte di Giuliani era ancora ritenuta causata da un sasso lanciato dai manifestanti e, stando a quanto riportato dalla testimonianza del cronista, questi sembrarono identificare il bossolo come uno di quelli prodotti dal lancio dei gas lacrimogeni. Il cronista raccolse il bossolo e lo consegnò pochi minuti dopo a un ispettore di polizia sopraggiunto e avvertito del ritrovamento. Il bossolo verrà identificato poche ore dopo come proveniente dal tipo di pistola in dotazione a Mario Placanica.
Secondo il consulente tecnico del P.M., la distanza tra Giuliani e l'arma da fuoco era di circa 175 centimetri, e Giuliani "viene colpito nel mentre ha sollevato l'estintore sopra la testa ed è nell'atto di lanciarlo"; secondo lo stesso C.T. le macchie rosse che appaiono in un filmato ripreso dalle forze dell'ordine sono da attribuirsi a effetti cromatici. Secondo i consulenti tecnici della persona offesa, Carlo Giuliani fu colpito mentre si trovava a 337 centimetri dalla bocca dell'arma da fuoco e teneva l'estintore dietro la nuca: ciò sarebbe dimostrato da un fiotto di sangue, visibile mentre egli è in tale posizione, mostrato in un filmato ripreso dalle forze dell'ordine. Tali conclusioni, in contrasto con quelle cui erano giunti i consulenti del P.M., non furono accolte dal G.I.P. che archiviò il procedimento, precludendo la possibilità di eseguire una perizia in sede dibattimentale da parte di periti nominati dal giudice.
Diversi mesi prima di ricevere l'incarico di consulente del P.M. Silvio Franz (febbraio 2002), uno dei consulenti nominati del P.M., Paolo Romanini, esperto balistico, aveva pubblicato nel numero di settembre 2001 della rivista specialistica che dirigeva, Tacarmi, un editoriale nel quale prendeva decisamente partito a favore della tesi della legittima difesa quale causa di non punibilità per Placanica. Una foto scattata da Dylan Martinez dell'agenzia Reuters, con una prospettiva molto schiacciata causata dall'impiego di un teleobiettivo, fa apparire Giuliani immediatamente di fronte al finestrino posteriore sfondato, nel quale si intravede una mano che regge la pistola. La stessa fotografia mostra altri particolari: l'aggressione dal lato destro e posteriore, le dimensioni e la morfologia reali della palanchina in legno utilizzata contro il defender, e la pistola impugnata all'interno del mezzo dei Carabinieri, puntata tenendo il calcio in orizzontale e ad altezza d'uomo.
Altre foto e riprese laterali, tra le quali quelle trasmesse da RaiNews24, mostrano Giuliani a diversi metri dal mezzo nel momento in cui fu colpito. Nonostante l'esito delle indagini della magistratura, che hanno visto in Mario Placanica il responsabile dei due colpi sparati ritenendo però la sua azione compatibile con l'uso legittimo delle armi e la legittima difesa, sono state evidenziate nel tempo diverse incongruenze nelle testimonianze delle persone coinvolte e sono state effettuate diverse ricostruzioni alternative relative allo svolgimento dei fatti. Lo stesso Placanica, alcuni anni dopo gli eventi, ha negato di essere stato colui che ha sparato a Giuliani.

#### I momenti successivi la morte di Giuliani e le testimonianze dei presenti
Gli spari, uditi da numerosi testimoni, inclusi fotoreporter e giornalisti, e registrati da una telecamera posta in via Ilice, spinsero gli aggressori ad allontanarsi e, pochi attimi dopo, il Defender ripartì passando due volte sul corpo di Carlo Giuliani rimasto a terra. Interrogato dal magistrato, l'autista Cavataio dichiarò di non aver udito alcun colpo d'arma da fuoco e di non essersi accorto di essere passato sul corpo di Giuliani, ritenendo che i sobbalzi del mezzo fossero dovuti a un "sacchetto delle immondizie"; i consulenti tecnici incaricati dal PM Silvio Franz affermarono che il Defender non avrebbe arrecato a Giuliani lesioni apprezzabili ma tale opinione fu confutata dalla parte civile, secondo la quale il doppio arrotamento subito dal corpo da parte di un mezzo del peso a vuoto di circa 18 quintali e con almeno tre persone a bordo non avrebbe potuto non provocare lesioni rilevanti. L'archiviazione del procedimento precluse il confronto dibattimentale tra le diverse consulenze tecniche e l'ulteriore approfondimento da parte di periti nominati dal giudice. La distanza della telecamera dal Defender è stata valutata in oltre trenta metri dai consulenti tecnici del P.M. e in oltre cinquanta metri dai consulenti della persona offesa. Dal tempo necessario perché il suono degli spari arrivasse alla telecamera, e quindi dalla distanza di questa dalla scena, verrà stimato il fotogramma contemporaneo allo sparo e da questo lo spazio esistente tra Giuliani e il Defender al momento dello sparo, discordante nelle due versioni.
Solamente quattro degli aggressori furono identificati: Carlo Giuliani ucciso nell'assalto, M. M. ed E. P., genovesi, riconosciuti dalle numerose foto, si consegneranno spontaneamente, e infine, L. F., di Pavia, estraneo al gruppo dei genovesi, fu identificato durante le indagini dalla Digos di Pavia e, nel Corriere Mercantile del 6 settembre, M. M. lanciò un appello a farsi avanti e a testimoniare nei confronti delle altre persone presenti, ma nessuno si presentò. L'impressione di isolamento e assedio del mezzo ricavata dalla maggior parte del materiale foto e video mostrato dai media, è tuttavia argomento di discussione, dato che in foto prese da angolazioni diverse compaiono alcuni carabinieri che, a pochi metri di distanza, in via Caffa direzione piazza Tommaseo, osservano lo svolgersi degli eventi facendo segno ai colleghi poco distanti di raggiungerli, senza tuttavia avere il tempo di intervenire; l'intera azione durò solo pochi secondi.
James Matthews riferì di aver tentato invano di avvisare gli occupanti del Defender della presenza al suolo di Giuliani; Matthews, tra i primi a tentare di soccorrere Giuliani, riferì che era ancora vivo dopo essere stato due volte travolto dal pesante mezzo dei Carabinieri. Il comandante del reparto, Giovanni Truglio, distante poco più di una decina di metri dal Defender, ritratto in alcune immagini mentre si trova sulle strisce pedonali che attraversano via Caffa all'angolo tra piazza Alimonda e via Ilice, dichiarò di non aver udito i colpi di pistola, dichiarazione analoga era stata fornita dall'autista del defender, Cavataio.
Furono sfondati tre vetri su nove del mezzo: il vetro posteriore, un oblò sul tetto, un semivetro sulla parte destra, presumibilmente già sfondato in precedenza e dietro il quale era stato posto, incastrato tra telaio del finestrino e sedili interni, uno scudo protettivo, contro il quale cozzava la palanca che nelle foto si vede impugnata da M. M. Ma la presenza dello scudo fu omessa da gran parte della stampa che per anni alimentò la leggenda di una trave di legno, definizione impropria a descrivere la palanca impiegata nell'occasione. Nessun vetro fu infranto nella parte anteriore e sinistra, in quanto il mezzo fu attaccato da tergo e dal lato destro.
Mario Placanica fu portato al pronto soccorso, per essere poi prelevato per testimoniare sui fatti e riportato al pronto soccorso, dove gli furono riscontrate lievi escoriazioni con una prognosi di 7 giorni. Anche Dario Raffone fu portato al pronto soccorso (prognosi di 8 giorni). Immediatamente dopo l'evento, il fotoreporter Eligio Paoni, arrivato sul posto subito dopo gli episodi, fotografò il corpo di Giuliani prima che venisse coperto all'arrivo delle forze dell'ordine, fu malmenato dalle forze dell'ordine, venendo ferito alla testa, gli fu fratturata una mano, gli fu distrutta una macchina fotografica e fu costretto a consegnare un rullino che aveva cercato di nascondere.
Una foto, inoltre, mostra un carabiniere nell'atto di spingere la testa di Paoni sul cadavere di Giuliani, forse per intimorirlo. La questione del suo pestaggio e della distruzione delle sue fotografie verrà dibattuta anche durante le audizioni della successiva indagine conoscitiva delle commissione parlamentari, ma non si risalì ai responsabili diretti, mentre i due vicequestori presenti, Lauro e Fiorillo, affermarono di non aver notato il fatto, in quanto la loro attenzione era concentrata sul corpo di Giuliani. Anche il parroco della chiesa di Nostra Signora del Rimedio, che tentò di benedire il corpo di Giuliani, non venne fatto avvicinare.

La giornalista del Corriere della Sera Fiorenza Sarzanini, presente in piazza, riportò nella sua cronaca degli avvenimenti che nei momenti successivi agli spari vennero lanciati anche dei lacrimogeni e vi fu una carica dei carabinieri. Sarzanini, aiutata ad allontanarsi da un manifestante, finì a terra con questi e fu ripetutamente colpita dalle forze dell'ordine con calci, nonostante il tentativo di identificarsi come giornalista. Circa mezz'ora dopo la morte di Giuliani, alcuni giornalisti di Libero filmarono l'allora vicequestore Adriano Lauro che, in un alterco con un manifestante il quale attribuiva alle forze dell'ordine la responsabilità dell'uccisione apostrofandoli con la frase assassino in divisa, ribaltava sui manifestanti le accuse gridando: 
Un carabiniere e un agente della polizia accennarono un inseguimento del dimostrante, che, vista la sua fuga, si esaurì dopo pochi metri. Le fotografie scattate da un abitante della zona e diffuse nel 2004 mostrarono un acceso diverbio tra un carabiniere e un poliziotto, fatto del quale aveva parlato in precedenza anche il fotografo Bruno Abile, il quale, in un'intervista all'ANSA del 21 luglio 2001 e in successive dichiarazioni, sostenne di avere visto uno degli agenti presenti, non riuscendo a specificare se si trattasse di un poliziotto o di un carabiniere, forse un ufficiale, dare un calcio alla testa di Giuliani e di essere riuscito a riprendere l'istante precedente a questo: "Ho fotografato l'ufficiale nell'istante di "caricare" la gamba, come quando si sta per tirare un calcio di rigore".
Qualcuno, mentre la zona attorno al corpo del giovane ucciso era interamente circondata e occupata dalle forze dell'ordine, come comprovato dalla sequenza fotografica, avrebbe messo un sasso di fianco alla testa di Giuliani e procurato una profonda ferita sulla fronte in modo da far pensare a una sassata: a sostegno di questa tesi alcune fotografie mostrano il sasso prima ad alcuni metri a sinistra dal corpo e poi accanto alla testa sul lato destro, dove prima c'era solo un accendino bianco.

#### La diffusione della notizia
Le prime notizie di stampa, non smentite da fonti ufficiali, riferirono della morte di un ragazzo spagnolo, colpito da un sasso. Dato che nella tasca di Carlo Giuliani venne rinvenuto dalle forze dell'ordine il telefono cellulare, sarebbe stato possibile risalire celermente all'identità della vittima, sul cui corpo esanime qualcuno, dopo la fuga dei manifestanti, procurò una larga ferita, verosimilmente colpendolo con una pietra. Verso le ore 21:00, preoccupata dalle notizie della morte di un giovane manifestante, la sorella di Carlo Giuliani chiamò il fratello sul cellulare, in possesso degli inquirenti.
Una persona la cui identità rimase ignota rispose alla chiamata, e dopo averle chiesto chi fosse, dichiarò di essere un amico del Giuliani e la rassicurò sulle condizioni di salute del fratello e solo più tardi le autorità avvertirono la famiglia della morte del figlio. Il ruolo delle forze dell'ordine nella morte di Giuliani divenne evidente verso le ore 21:00, con la diffusione delle immagini scattate da un fotografo della Reuters, i parenti di Carlo Giuliani furono avvisati verso le ore 22:00 e le emittenti televisive comunicarono il nome della vittima.

#### Le cariche di piazza Manin/via Assarotti
La manifestazione iniziata al mattino dalla Rete Lilliput in piazza Manin, poco meno di un chilometro a nord della zona rossa, comprendeva anche i gruppi di Legambiente, della Comunità di San Benedetto al Porto di don Andrea Gallo, della Marcia mondiale delle donne e dei Beati i costruttori di pace; oltre ai gruppi presenti vi erano i proprietari di diversi negozi ed importatori aderenti al Commercio equo e solidale che presentarono campioni dei loro prodotti esponendoli su piccole bancarelle. Una parte dei manifestanti, con le mani colorate di bianco come simbolo di pace, scese lungo via Assarotti per arrivare davanti agli accessi della zona rossa in piazza Corvetto, dove avrebbe dovuto essere effettuato un sit-in.
Intorno alle ore 14:00 si diffusero le notizie in merito agli scontri che si stavano svolgendo nei quartieri più vicini al mare ed alcuni gruppi stranieri si unirono ad una parte dei manifestanti, deviando verso la vicina piazza Marsala, dove ci furono dei tentativi di scavalcare le grate di protezione, respinti con l'uso di idranti e lacrimogeni. La reazione indusse i manifestanti a tornare verso via Assarotti. Poco prima delle ore 15.00 il corteo principale risalì verso piazza Manin dove si diffuse la voce sul possibile arrivo di Black bloc provenienti dal quartiere Marassi.
Dopo circa dieci minuti, giunse effettivamente in piazza Manin un gruppo di persone vestite di nero; la ricostruzione fatta durante i processi li identificò come parte del gruppo che era precedentemente giunto in prossimità del carcere. Alcune delle persone appena giunte, con il viso parzialmente o totalmente coperto, inseguite a distanza dalle forze dell'ordine, cercarono di unirsi al gruppo dei manifestanti che scendeva lungo via Assarotti, venendo tuttavia respinti dagli stessi, che crearono un cordone di sicurezza al fine di non mischiare i due gruppi.
Le forze dell'ordine, giunte a Marassi senza trovare i Black bloc, si diressero prima lungo via Canevari e poi, dopo aver comunicato alla centrale operativa l'assenza di manifestanti violenti in zona, vennero dirette verso piazza Manin, passando da corso Montegrappa. Giunti in prossimità della piazza, mentre dalla centrale venne richiesto loro più volte di effettuare dei fermi durante questa operazione, iniziarono un lancio di lacrimogeni verso i due gruppi, seguito da una carica: i Black bloc ancora presenti in zona fuggirono e la carica finì per colpire i manifestanti pacifici, provocando decine di feriti, tra i quali anche Elettra Deiana, parlamentare di Rifondazione Comunista e Marina Spaccini, una pediatra triestina, volontaria di Medici con l'Africa Cuamm. Il gruppo dei Black bloc proseguì nel frattempo per corso Armellini e si disperse lungo la circonvallazione, bruciando alcune auto lungo il percorso, per poi sciogliersi senza essere stato bloccato.
Due giovani spagnoli vennero arrestati con l'accusa di aver aggredito gli agenti, ma vennero successivamente prosciolti, anche grazie ad alcuni filmati acquisiti dalla magistratura che dimostrarono l'inesistenza dell'aggressione, mostrando invece i due arresti apparentemente avvenuti senza motivo, mentre gli agenti responsabili del loro arresto vennero indagati e rinviati a giudizio per falso e calunnia; le indagini successive sui giovani dimostrarono inoltre che i due non erano neppure presenti nel gruppo dei manifestanti violenti giunti in piazza, scagionandoli completamente. Gli agenti responsabili dell'arresto vennero successivamente assolti in primo grado nel luglio 2009, ma condannati in appello, nel luglio 2010, per il reato di falso ideologico in atti pubblici, condanna poi confermata in cassazione.

#### L'ordine di sparare

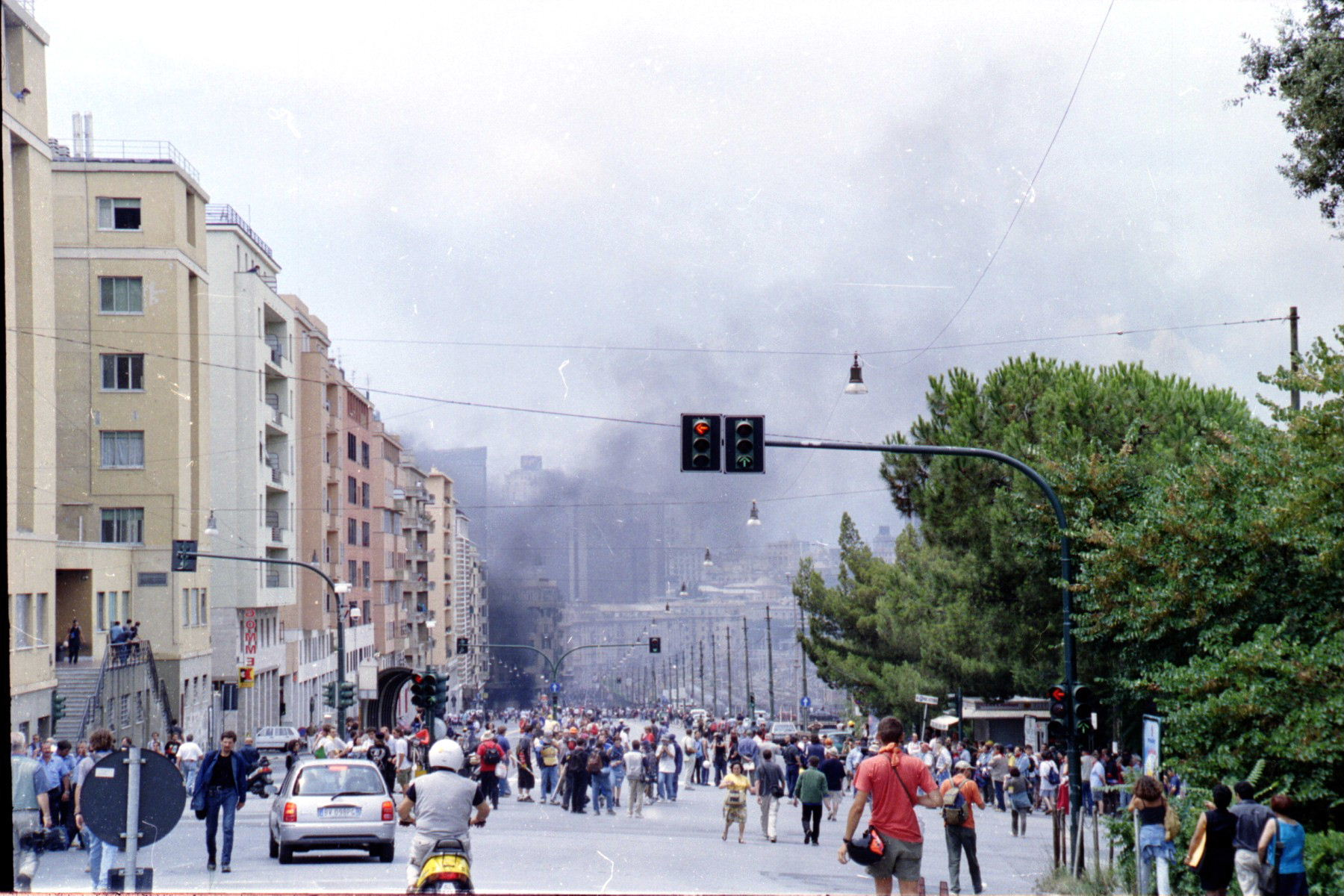
Vista di Corso Gastaldi

Fecero scalpore le dichiarazioni che alcuni mesi dopo fece il ministro dell'Interno Claudio Scajola, il quale ammise di avere ordinato alle forze di polizia, nella serata del 20 luglio, di sparare sui manifestanti nel caso avessero sfondato la zona rossa, motivando tale ordine con la situazione di forte tensione e con il rischio che l'eventuale ingresso dei manifestanti nella zona rossa potesse favorire attentati terroristici contro i partecipanti al summit. Fonti del Viminale affermarono successivamente che la direttiva non aveva comunque determinato il mancato rispetto da parte di polizia e carabinieri delle norme che regolano l'uso delle armi da fuoco durante il servizio di ordine pubblico.
La dichiarazione di Scajola provocò aspre critiche da parte di parlamentari dell'opposizione e rappresentanti del movimento no-global, che ne chiesero le dimissioni, richiesta già formalmente espressa la sera del 20 luglio dal segretario di Rifondazione Comunista Fausto Bertinotti. Furono espresse critiche inoltre sulla tardiva ammissione di Scajola e dubbi sulla possibilità che il ministro avesse impartito l'ordine venerdì, dopo e non prima della morte di Giuliani. Pochi giorni dopo i funzionari di Polizia e Carabinieri presenti a Genova affermarono di non aver ricevuto nessun ordine relativo alla necessità di sparare in caso di invasione della zona rossa e che in ogni caso si sarebbero rifiutati di eseguirlo in quanto "manifestamente criminoso" e inutile, visto che all'interno della zona rossa era stata creata una seconda cintura di sicurezza.
Ascoltato dalla commissione Affari Costituzionali del Senato, Scajola ritrattò le proprie dichiarazioni: disse di non aver dato l'ordine di sparare, ma di "alzare il livello delle misure di sicurezza all'interno della zona rossa", per timore di attentati, e di non averlo riferito al Parlamento nel timore di danneggiare le fonti che avevano informato l'intelligence italiana del possibile attentato.

### Sabato 21 luglio

#### I disordini del 21 luglio

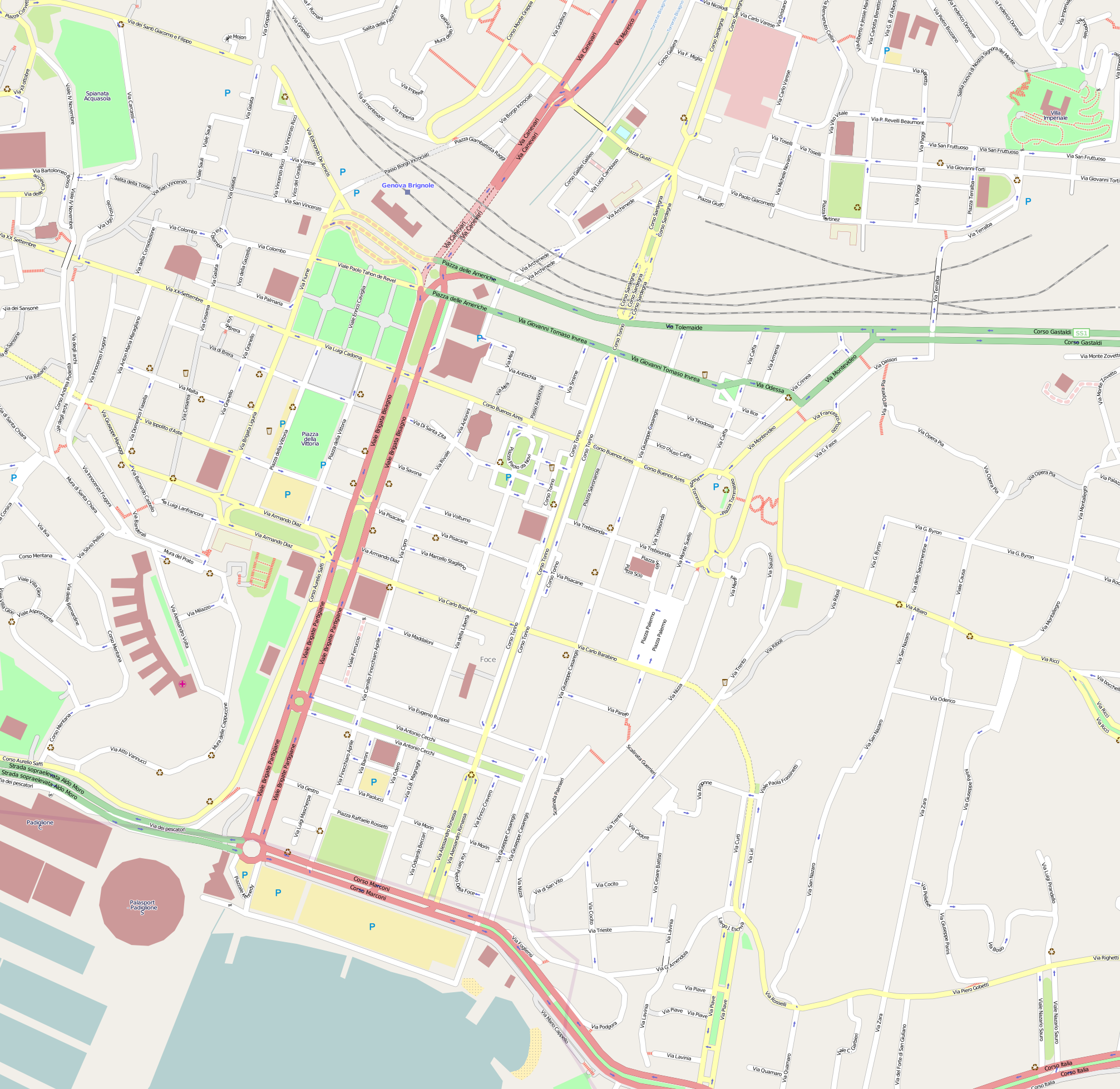
La zona dove avvennero i principali scontri durante la manifestazione

I fatti accaduti il giorno precedente portarono a diverse richieste di annullamento della manifestazione dell'indomani, che furono tuttavia respinte dai vertici del Genoa Social Forum; questa doveva svolgersi lungo Corso Italia, per concludersi nella zona della Foce, dove si trovavano le forze dell'ordine, parte delle quali alloggiate nell'area della fiera di Genova, ma, analogamente a quanto avvenuto il giorno precedente, anche il sabato si inserirono tra i manifestanti pacifici gruppetti di manifestanti violenti, che si resero protagonisti di scontri, incendi e distruzioni di auto, banche e negozi.
I primi disordini iniziarono la mattina in piazza Raffaele Rossetti e nelle strade limitrofe, quando un gruppo di alcune decine di manifestanti, molti dei quali, secondo le testimonianze dei residenti, vestiti di nero, iniziò a distruggere auto e vetrine e assalendo un chiosco.
Sempre secondo le medesime testimonianze anche in questa occasione furono effettuate numerose telefonate al 113, senza che però intervenissero né le vicine forze dell'ordine - che erano poste a presidiare la zona della Fiera - né eventuali volanti della polizia, mentre altri gruppi di manifestanti, tra cui quello della Confédération Paysanne (un sindacato dei lavoratori agricoli francese), una volta giunti in zona cercarono di fermarli senza successo.
Il vicequestore aggiunto Pasquale Guaglione, aggregato presso la questura di Genova durante i giorni della manifestazione, confermò durante il suo interrogatorio di aver assistito ad atti di vandalismo e devastazione, oltre al lancio di oggetti contro le forze dell'ordine, da parte di un gruppo di una cinquantina di persone, dalla mattina alle 10:30 per circa 6 ore, ma che solo verso le 15:30/16:00, mentre il corteo stava già transitando, venne ordinata una carica per disperdere i dimostranti violenti.
Alcune ore dopo, all'arrivo del corteo che si stava dirigendo verso il quartiere di Marassi dove la manifestazione sarebbe terminata, un gruppo di alcune centinaia di manifestanti - circa 400 persone secondo la valutazione del Ministero dell'Interno - si staccò e iniziò a fronteggiare le forze di polizia schierate davanti a piazzale Kennedy, accatastando bidoni, transenne e altro materiale per formare delle barricate; per quasi un'ora questo gruppo si limitò al blocco della strada, a urlare contro le forze dell'ordine e a qualche lancio di oggetti in risposta del quale le forze dell'ordine effettuarono alcuni lanci di lacrimogeni. Il corteo per tutto questo tempo continuò a fluire e a svoltare verso l'interno, seppure con qualche rallentamento, ma in quel momento si aggiunsero alcuni gruppi di manifestanti vestiti di nero, i quali iniziarono un fitto lancio di oggetti verso la polizia; venne rovesciata un'auto e furono infrante altre vetrine e contemporaneamente vi furono dei tentativi da parte di alcuni dei violenti di reinserirsi all'interno del corteo principale, respinti dai relativi servizi d'ordine.
Nel frattempo il corteo deviò il proprio percorso verso via Casaregis, al fine di rimanere a distanza dalle azioni dei violenti e dal fumo dei lacrimogeni. Dopo alcune decine di minuti iniziarono le cariche della polizia con fitto lancio di lacrimogeni, sia verso corso Italia, da cui stava ancora arrivando la coda del corteo, in un punto in cui c'erano poche vie di fuga, sia verso via Casaregis, ma i gruppi di violenti sfruttando il caos generale si allontanarono velocemente e le cariche finirono per colpire, come già accaduto il giorno prima, i partecipanti al corteo pacifico, spezzandolo in due. Il secondo spezzone del corteo pacifico fu costretto di fatto a sciogliersi, mentre le persone che si trovavano nella parte finale del primo spezzone si dispersero, venendo inseguite dalle forze dell'ordine nelle vie del quartiere; molti manifestanti riportarono ferite da trauma e disturbi dovuti all'inalazione dei gas lacrimogeni e diversi abitanti della zona offrirono riparo ai manifestanti negli androni del palazzi, fornendogli dell'acqua con cui cercare di placare l'effetto del gas lacrimogeno.

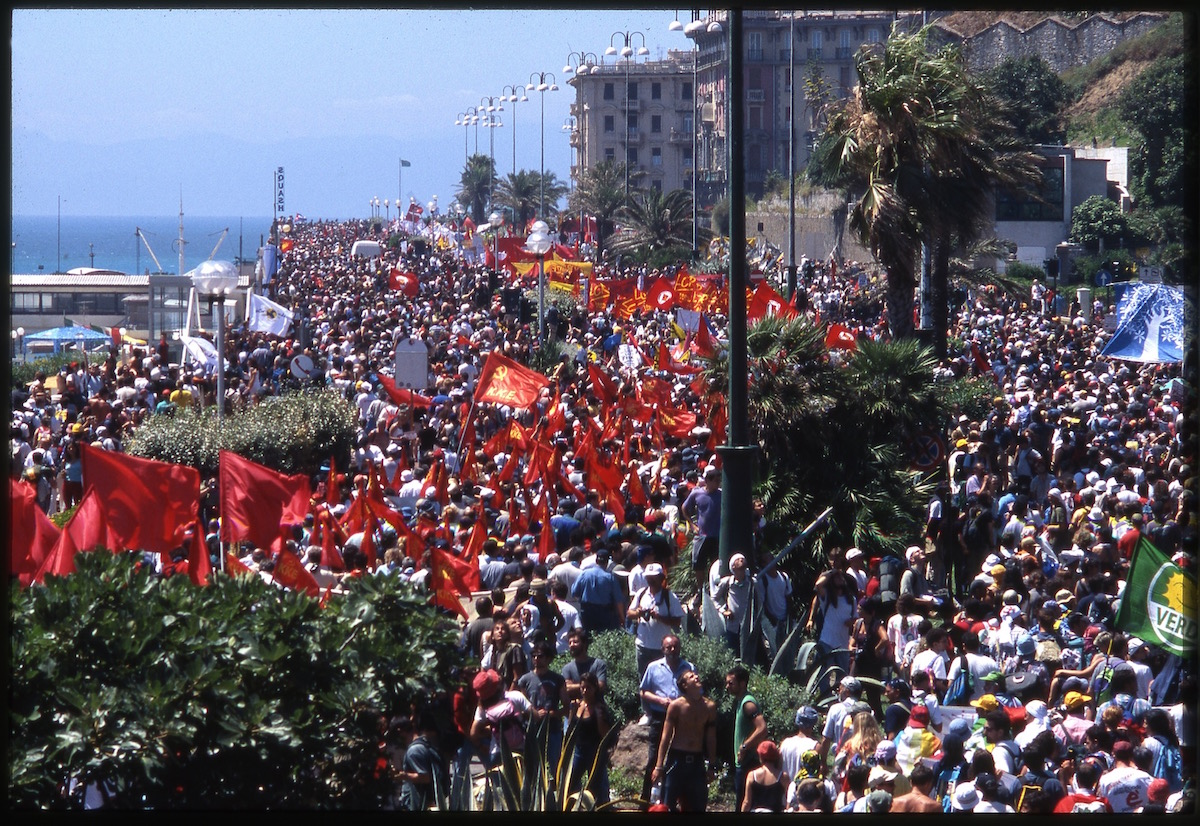
Corteo in Corso Italia

Alcuni manifestanti spostarono diverse auto, successivamente incendiandole, per formare delle barricate in mezzo al lungomare di corso Italia dove stavano avanzando lentamente le forze dell'ordine, effettuando altre cariche contro i manifestanti, a volte provocate dal lancio di oggetti da parte dei violenti che si inserivano tra la polizia e il corteo che si stava ritirando. Immagini e filmati che mostravano l'aggressione da parte delle forze dell'ordine ad appartenenti al corteo pacifico, tra i quali anziani e feriti intenti a scappare, si riferivano alle cariche effettuate in quest'ultima ora di scontri. Gli scontri durarono alcune ore e provocarono centinaia di feriti tra i manifestanti e alcune decine di arresti. Intorno alle 16:00, al termine di una carica in corso Italia, vennero ritrovate dal vicequestore aggiunto Pasquale Guaglione in una siepe di una strada laterale due Molotov, che consegnò al generale Valerio Donnini, il quale non essendo un ufficiale di polizia giudiziaria non era tenuto a verbalizzare il ritrovamento.
Queste molotov vennero poi portate alla sera dalle forze dell'ordine nella scuola Diaz ed esibite successivamente come prova della presenza di violenti all'interno dell'edificio. Anche durante questi scontri, come nel giorno precedente, Indymedia e altri gruppi raccolsero filmati e foto amatoriali raffiguranti persone in borghese o con abiti scuri parlare con esponenti delle forze dell'ordine e poi ritornare nell'area dei facinorosi. Gli organizzatori stimarono la presenza al corteo di circa 250 000/300 000 persone, nonostante molti gruppi avessero rinunciato a partecipare dopo i gravi scontri del giorno precedente.

#### L'assalto alla scuola Diaz

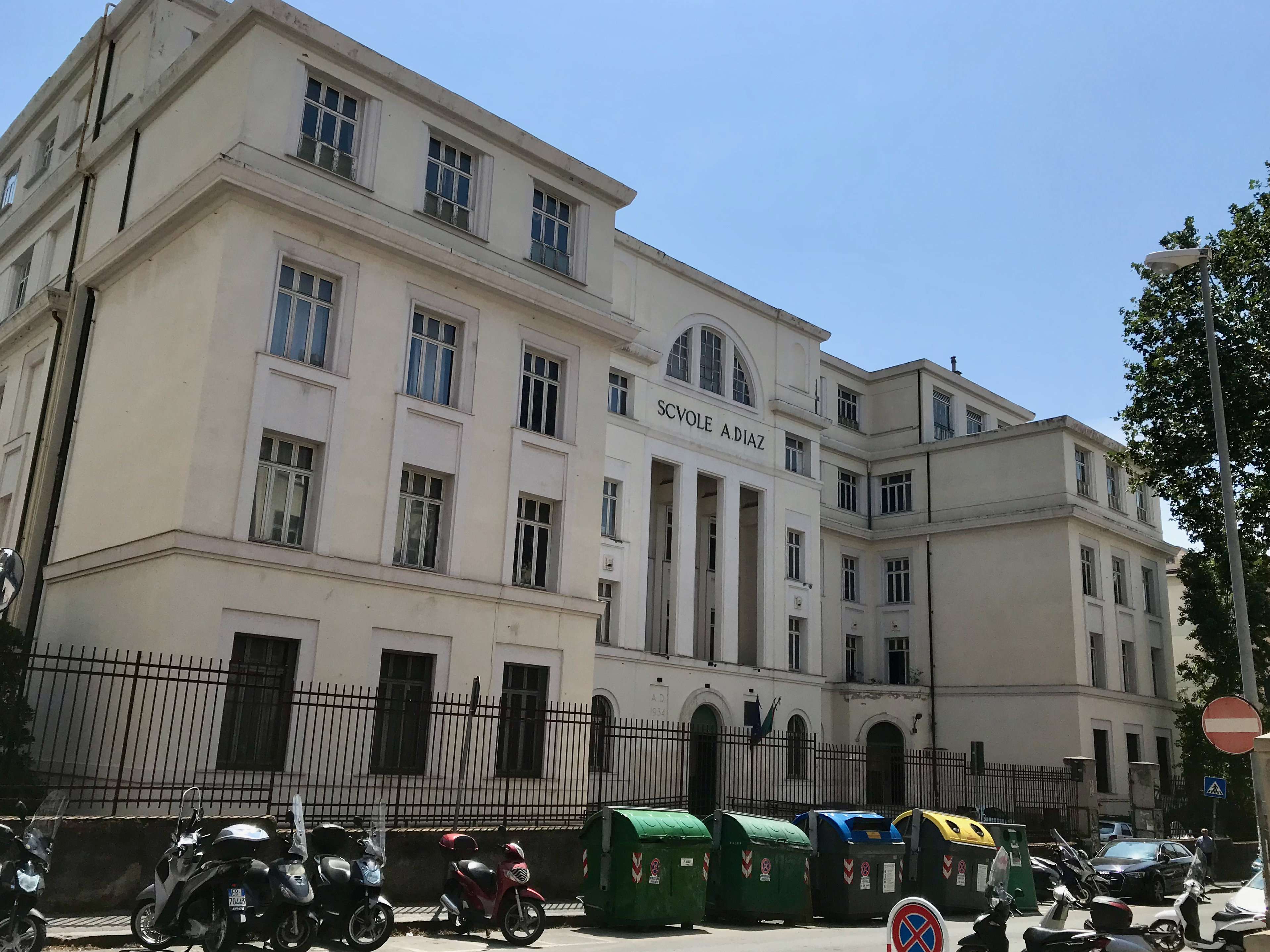
Liceo Statale Sandro Pertini, ex Scuole Diaz, di Genova

La scuola Diaz e l'adiacente scuola Pascoli, nel quartiere di Albaro, in origine erano state concesse dal comune di Genova al Genoa Social Forum come sede del loro media center e, in seguito alla pioggia insistente che aveva costretto a evacuare alcuni campeggi, anche come dormitorio. Secondo le testimonianze dei manifestanti la zona era divenuta un punto di ritrovo di molti manifestanti, soprattutto tra chi non conosceva la città, venendo frequentata durante le tre giornate anche da coloro che non erano autorizzati a dormire nell'edificio e, sempre secondo quanto riferito dai manifestanti e dal personale delle associazioni che avevano sede nella Pascoli, non vi erano situazioni di tensione nei due edifici.
Intorno alle 21 di sabato, alcuni cittadini segnalarono la presenza in zona (via Trento, piazza Merani e via Cesare Battisti) di alcune persone intente a posizionare dei cassonetti dell'immondizia in mezzo alla strada ed a liberarsi di caschi e di alcuni bastoni. Una volante della polizia mandata a verificare rilevò la presenza di un centinaio di persone davanti alla scuola Diaz, senza però essere in grado di verificare se fossero i soggetti segnalati dalle telefonate, né se stessero realmente spostando i cassonetti in mezzo alla strada.
Successivamente, stando alle ricostruzioni delle forze dell'ordine, la segnalazione di un attacco a una pattuglia di poliziotti portò alla decisione di effettuare una perquisizione presso la scuola Diaz e, ufficialmente per errore, alla vicina scuola Pascoli, dove stavano dormendo 93 persone tra ragazzi e giornalisti in gran parte stranieri, la maggior parte dei quali accreditati; il verbale della polizia parlò di una "perquisizione" poiché si sospettava la presenza di simpatizzanti del Black bloc, ma resta senza motivazione ufficiale l'uso della tenuta antisommossa per effettuare una semplice perquisizione.
Tutti gli occupanti furono arrestati e la maggior parte picchiata, sebbene non avessero opposto alcuna resistenza; i giornalisti accorsi alla scuola Diaz videro decine di persone portate fuori in barella, uno dei quali rimase in coma per due giorni e subì danni permanenti, ma la portavoce della questura dichiarò in conferenza stampa che 63 di essi avevano pregresse ferite e contusioni e mostrò del materiale indicato come sequestrato all'interno degli edifici, senza dare risposte agli interrogativi posti dai giornalisti. Il primo giornalista ad entrare nella scuola Diaz fu Gianfranco Botta e le sue immagini fecero il giro del mondo. Le riprese mostrarono muri, pavimenti e termosifoni macchiati di sangue, a nessuno degli arrestati venne comunicato di essere in arresto e dell'eventuale reato contestato, tanto che molti di loro scoprirono solo in ospedale, a volte attraverso i giornali, di essere stati arrestati per associazione a delinquere finalizzata alla devastazione e al saccheggio, resistenza aggravata e porto d'armi.
Dei 63 feriti tre ebbero la prognosi riservata: la ventottenne studentessa tedesca di archeologia Melanie Jonasch, vittima di un trauma cranico cerebrale con frattura della rocca petrosa sinistra, ematomi cranici vari, contusioni multiple al dorso, spalla e arto superiore destro, frattura della mastoide sinistra, ematomi alla schiena e alle natiche; il tedesco Karl Wolfgang Baro, trauma cranico con emorragia venosa; e il giornalista inglese Mark Covell, mano sinistra e 8 costole fratturate, perforazione del polmone, trauma emitorace, spalla e omero, oltre alla perdita di 16 denti, il cui pestaggio, avvenuto a metà strada tra le due scuole, venne ripreso in un video.
La versione ufficiale del reparto mobile di Genova fu che l'assalto sarebbe stato motivato da una sassaiola proveniente dalla scuola verso una pattuglia delle forze dell'ordine che transitava in strada alle ore 21:30 circa, anche se in alcune relazioni l'orario fu indicato nelle 22:30; il vicequestore Massimiliano Di Bernardini, in servizio alla squadra mobile di Roma e in quei giorni aggregato a Genova, riferì in un primo tempo di aver transitato "a passo d'uomo", a causa di alcune vetture presenti nella strada molto stretta, davanti alla scuola con quattro vetture e che il cortile della scuola e i marciapiedi "erano occupati da un nutrito gruppo, circa 200 persone, molti dei quali indossavano capi di abbigliamento di color nero, simile a quello tipicamente usato dai gruppi definiti Black bloc" e che questi avevano fatto bersaglio i mezzi con "un folto lancio di oggetti e pietre contro il contingente, cercando di assalire le autovetture", ma che queste riuscirono ad allontanarsi, nonostante la folla li inseguisse, "azionando anche i segnali di emergenza".
Le forze dell'ordine tuttavia non furono in grado di fornire indicazioni precise sui mezzi coinvolti, né su chi li guidasse e le testimonianze sulla presenza di centinaia di simpatizzanti dei black bloc non venne confermata da alcuna fonte; successivamente Di Bernardini ammise di non aver assistito direttamente al lancio di oggetti e di avere "visto volare una bottiglia di birra sopra una delle quattro auto della polizia e una persona che si aggrappava allo specchio retrovisore", e di aver riportato quanto riferitogli da altri. In seguito tre agenti sostennero che un grosso sasso aveva sfondato un vetro blindato del loro furgone, un singolo mezzo, rispetto ai quattro dichiarati in un primo tempo, e che il mezzo venne poi portato in un'officina della polizia per le riparazioni; tale episodio tuttavia non risultò dai verbali dei superiori, stilati dopo l'irruzione, che invece riportano di una fitta sassaiola, né fu possibile identificare il mezzo che sarebbe stato coinvolto.
Testimonianze successive di altri agenti, rese durante le indagini, sostennero al contrario il lancio di un bullone, evento a cui i superiori non avrebbero assistito, e di una bottiglia di birra, lanciata in direzione di quattro auto della polizia, a una delle quali si era aggrappato un manifestante. Alcuni giornalisti e operatori presenti all'esterno della scuola Pascoli racconteranno invece di aver visto solo una volante della polizia in coda insieme ad altre auto dietro un autobus che sostava in mezzo alla strada per far salire i manifestanti diretti alla stazione ferroviaria. L'auto, giunta all'altezza delle due scuole, accelerò improvvisamente sgommando. In quel momento venne lanciata una bottiglia che si infranse a terra a diversi metri di distanza dall'auto ormai lontana; versione confermata in parte da altri testimoni all'interno dell'edificio, che affermarono di aver sentito il rumore di una forte accelerata, seguito pochi istanti dopo da alcune urla e dal suono di un vetro infranto.
Tali versioni, contrastanti nelle date, nei tempi e nella sostanza, misero fortemente in dubbio anche l'effettivo verificarsi del fatto addotto a motivo dell'irruzione. L'ora di arrivo delle forze dell'ordine di fronte all'edificio, contraddittoria tra le diverse ricostruzioni effettuate dalle difese rispetto ad altre testimonianze, è stata dibattuta durante i primi due gradi del processo; la Corte di Appello di Genova, concordando con le conclusioni del tribunale di primo grado, ricostruì nelle motivazioni della sentenza di secondo grado, tramite il confronto dei filmati che mostrarono l'uso di cellulari con i tabulati delle telefonate e gli orari di arrivo degli agenti:
(Motivazioni della sentenza di secondo grado relativa ai fatti della scuola Diaz)
All'operazione di polizia hanno preso parte un numero rimasto imprecisato di agenti: la Corte di Appello di Genova, pur richiamando questo fatto nelle motivazioni della sentenza di secondo grado, basandosi sulle informazioni fornite durante il processo da Vincenzo Canterini, li stima in circa "346 Poliziotti, oltre a 149 Carabinieri incaricati della cinturazione degli edifici". Un asserito ulteriore lancio di sassi e altri oggetti verso le forze dell'ordine, una volta che queste si erano radunate fuori dall'edificio - definito "fittissimo" nel verbale di arresto dei manifestanti e addotto a ulteriore motivo dell'irruzione nella scuola - venne escluso nel corso del processo dall'analisi dei filmati disponibili da parte del RIS.
L'agente che dal verbale risultava aver assistito al lancio di un maglio spaccapietre dalle finestre della scuola, si avvalse della facoltà di non rispondere, mentre un altro dei firmatari dello stesso verbale riferì di aver visto in realtà solo "due pietre di piccole dimensioni" cadute "nel cortile della scuola". La Corte d'appello, nella ricostruzione dei fatti contenuta nelle motivazioni della sentenza, ricostruì così gli avvenimenti:
(Motivazioni della sentenza di secondo grado relativa ai fatti della scuola Diaz)
L'arresto in massa senza mandato di cattura venne giustificato in base alla contestazione dell'unico reato della legislazione italiana, esclusa la flagranza, che lo prevede, ovvero il reato di detenzione di armi in ambiente chiuso; dopo la perquisizione, le forze dell'ordine mostrarono ai giornalisti gli oggetti rinvenuti, tra i quali coltellini multiuso, sbarre metalliche e attrezzi che si rivelarono provenire in realtà dal cantiere per la ristrutturazione della scuola, alcune barre di metallo appartenenti ai rinforzi degli zaini (e, come evidenzieranno i giudici del processo d'appello, appositamente estratte per essere mostrate come prove della presenza di possibili armi) e 2 bombe molotov. Le molotov si scopriranno essere state sequestrate il giorno stesso in tutt'altro luogo e portate all'interno dell'edificio dalle stesse forze dell'ordine per creare false prove: un video dell'emittente locale Primocanale, visionato un anno dopo i fatti, mostrò infatti il sacchetto con le molotov in mano ai funzionari di polizia al di fuori della scuola. La scoperta di questo video porterà alla confessione di un agente, che ammise di aver ricevuto l'ordine di portarle davanti alla scuola.
Nella stessa operazione venne perquisita, stando alle testimonianze dei funzionari durante i processi "per errore", anche l'adiacente scuola Pascoli, che ospitava l'infermeria, il media center e il servizio legale del Genoa Social Forum, che lamentò la sparizione di alcuni hard disk dei computer e di supporti di memoria contenenti materiale sui cortei e sugli scontri, oltre alle testimonianze di molti manifestanti circa i fatti dei giorni precedenti, sia su supporto informatico sia cartaceo. Alcuni dei computer che erano stati dati in comodato al Genoa Social Forum dal Comune e dalla Provincia e alcuni computer portatili dei giornalisti e dei legali presenti vennero distrutti durante la perquisizione; poche ore prima dell'assalto, in un comunicato stampa diffuso dal Genoa Legal Forum, si annunciò che il giorno successivo sarebbe stata sporta denuncia contro le forze dell'ordine per quanto avvenuto in quei giorni, avvalendosi di questo materiale; la Federazione nazionale della stampa si costituì parte civile al processo contro questa irruzione.
Durante le indagini vennero rese note le difficoltà a risalire ai firmatari dei verbali di arresto e perquisizione, contenenti 15 firme il primo e 9 il secondo (questi ultimi firmatari anche del primo). Alla fine del processo di secondo grado una firma del verbale di arresto risultava ancora non identificata; a tal proposito la corte di appello, nelle motivazioni della sentenza, afferma:
(Motivazioni della sentenza di appello del processo inerente ai fatti della scuola Diaz)
Tutti gli arrestati della scuola Diaz e della scuola Pascoli vennero in seguito rilasciati, alcuni la sera stessa, altri nei giorni successivi, e con il tempo caddero tutte le accuse ai manifestanti; per quanto riguarda l'accoltellamento di un agente, fatto che venne contestato dalle perizie del RIS, secondo le quali i tagli sarebbero stati procurati appositamente, ma ritenuto invece veritiero dal consulente tecnico del tribunale. L'agente, come rimarcato sia dal procuratore generale sia dai giudici nel processo di secondo grado, cambiò versione sull'avvenimento diverse volte, al pari di un collega che inizialmente aveva sostenuto la sua tesi, e nei sette anni di indagini non si trovò nessun altro agente che ammise di aver assistito direttamente alla scena. L'agente nel processo di primo grado venne comunque assolto, seppur con forma dubitativa, ritenendo veritiera l'ultima delle sue versioni, mentre nel processo di secondo grado la ricostruzione venne ritenuta falsa. Gli arrestati stranieri vennero espulsi dall'Italia dopo il rilascio.

## Bilancio e avvenimenti successivi

### Le devastazioni e i responsabili
Domenica 22 luglio, al termine del G8 e delle manifestazioni, la città di Genova rilevò i danni: le devastazioni cagionate da elementi violenti, mai arrestati nonostante le numerose chiamate alle forze dell'ordine da parte di cittadini e persino da parte dell'allora presidente della Provincia di Genova Marta Vincenzi; gli scontri tra manifestanti e forze dell'ordine, causarono notevoli danni a proprietà private e pubbliche. La grandissima maggioranza dei responsabili, sia tra i manifestanti che tra le forze dell'ordine, non venne mai identificata, mentre quasi tutti i fermati dalle forze dell'ordine nei giorni degli scontri, un totale di 329 arresti, sono poi risultati estranei ai fatti contestati, o non sono state individuate responsabilità specifiche a loro carico.

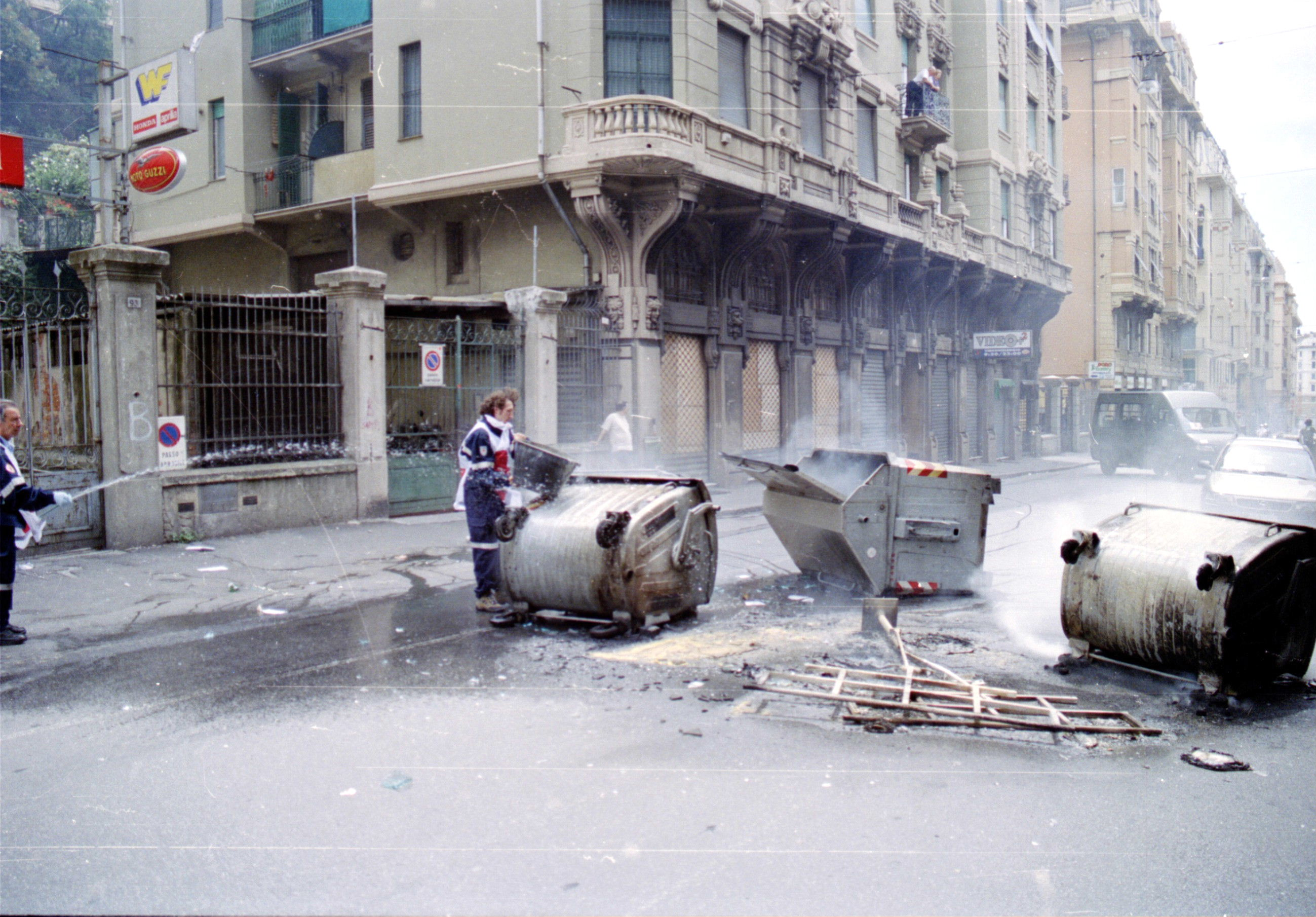
Cassonetti dei rifiuti rovesciati in via Montevideo

Alcuni sospettarono la responsabilità da parte di simpatizzanti del movimento internazionale Black block, il cui arrivo dell'ala più estremista in Italia era stato preannunciato nelle settimane precedenti alle manifestazioni dalle autorità tedesche a quelle italiane ma, nonostante tali avvisi, essi non furono fermati alle frontiere diversamente da altri manifestanti, e i simpatizzanti di tale movimento - solitamente usi rivendicare come propria pratica di lotta azioni simili compiute in passato - questa volta negarono la propria responsabilità, e prove di una partecipazione organizzata del gruppo non sono state rilevate.
Da testimonianze di manifestanti e giornalisti che seguivano i cortei autorizzati, risulterebbe che parte dei componenti del gruppo di "manifestanti violenti" che vestivano di nero e che si mossero liberamente per la città durante i cortei e le manifestazioni, non sembrava parlare italiano. Suscitò polemiche anche la presenza dell'allora vice presidente del consiglio Gianfranco Fini nella sala operativa della questura genovese, presenza che da diversi giornalisti venne ritenuta inopportuna e criticamente messa in relazione agli abusi poi compiuti dalle forze dell'ordine.
Il 14 dicembre 2007 24 manifestanti furono condannati in primo grado a complessivi 110 anni di carcere, per gli scontri in via Tolemaide e i cosiddetti fatti del "blocco nero"; tra i condannati, dieci furono giudicati responsabili per devastazione e saccheggio, tredici per danneggiamento e uno per lesioni, la resistenza a pubblico ufficiale venne derubricata per tre imputati in quanto i giudici ritennero che la resistenza alle cariche della polizia durante il corteo delle tute bianche era nel loro caso legittima, al contrario dei danneggiamenti successivi. In appello, nell'ottobre 2009, quindici dei manifestanti vennero poi assolti, sia per l'intervento della prescrizione, sia perché la carica dei carabinieri in via Tolemaide venne nuovamente valutata come illegittima e quindi la reazione a questa considerata una forma di legittima difesa, sia con assoluzione piena per una manifestante già assolta in primo grado. Ai dieci condannati (accusati di devastazione e saccheggio) vennero tuttavia sensibilmente aumentate le pene rispetto a quelle erogate in primo grado, per un totale di 98 anni e 9 mesi di carcere. Nel 2017, la polizia inglese avrebbe svelato che tra i Black block a Genova era presente un poliziotto inglese infiltrato.

### Le violenze ai fermati presso la caserma di Bolzaneto
Le persone fermate e arrestate durante i giorni della manifestazione furono in gran parte condotte nella caserma di Genova Bolzaneto, che era stata approntata come centro per l'identificazione dei fermati, venendo poi trasferite in diverse carceri italiane; secondo il rapporto dell'ispettore Montanaro, frutto di un'indagine effettuata pochi giorni dopo il vertice, nei giorni della manifestazione transitarono per la caserma 240 persone, di cui 184 in stato di arresto, 5 in stato di fermo e 14 denunciate in stato di libertà, ma secondo altre testimonianze di agenti, gli arresti e le semplici identificazioni furono quasi 500.
In numerosi casi i fermati accusarono il personale delle forze dell'ordine di violenze fisiche e psicologiche e di mancato rispetto dei diritti degli imputati quali quello a essere assistiti da un legale o di informare qualcuno del proprio stato di detenzione; gli arrestati riferirono inoltre episodi di tortura: costretti a stare ore in piedi, con le mani alzate, senza avere la possibilità di recarsi al bagno, cambiare posizione o ricevere cure mediche, riferirono inoltre di un clima di euforia tra le forze dell'ordine per la possibilità di infierire sui manifestanti, e riportarono anche invocazioni a dittatori e a ideologie dittatoriali di matrice fascista, nazista e razzista, nonché minacce a sfondo sessuale nei confronti di alcune manifestanti.
Il ministro della Giustizia in carica Roberto Castelli, che aveva visitato la caserma nelle stesse ore, dichiarò di non essersi accorto di nulla, ugualmente confermò il magistrato antimafia Alfonso Sabella, che durante il vertice ricopriva il ruolo di ispettore del dipartimento dell'amministrazione penitenziaria ed era responsabile delle carceri provvisorie di Bolzaneto e San Giuliano. Sabella fu comunque tra i primi, già una settimana dopo il G8, ad ammettere la possibilità che ci fossero state violenze da parte delle forze dell'ordine contro i manifestanti arrestati, pur escludendo che queste fossero state commesse da parte di quelle che erano a Bolzaneto sotto la sua responsabilità. I giudici nei giorni successivi scarcerarono tutti i manifestanti per l'insussistenza delle accuse che ne avevano causato l'arresto.
I pubblici ministeri al processo contro le forze dell'ordine riguardo ai fatti della caserma Bolzaneto riferirono di persone costrette a stare in piedi per ore e ore, fare la posizione del cigno e della ballerina, abbaiare per poi essere insultati con minacce di tipo politico e sessuale, colpiti con schiaffi e colpi alla nuca e anche lo strappo di piercing, anche dalle parti intime. Molte le ragazze obbligate a spogliarsi, a fare piroette con commenti brutali da parte di agenti presenti anche in infermeria. Il P.M. Miniati parlò dell'infermeria come un luogo di ulteriore vessazione. Secondo la requisitoria dei pubblici ministeri i medici erano consapevoli di quanto stava accadendo, erano in grado di valutare la gravità dei fatti ed hanno omesso di intervenire pur potendolo fare, hanno permesso che quel trattamento inumano e degradante continuasse in infermeria specificando che soltanto un criterio prudenziale impedisce di parlare di tortura, certo, alla tortura si è andato molto vicini.
Il 5 marzo 2010 i giudici d'appello di Genova, ribaltando la decisione di primo grado, emisero 44 condanne per i fatti di Bolzaneto e, nonostante l'intervenuta prescrizione, condannò gli imputati a risarcire le vittime. Amnesty International sottolineò l'importanza della sentenza, che riconobbe come a Bolzaneto ebbero luogo «gravi violazioni dei diritti umani», aggiungendo che la prescrizione sarebbe stata impedita se l'Italia avesse introdotto nel suo sistema penale il reato di tortura, come vi è obbligata dalla firma della Convenzione ONU contro la Tortura del 1984. La Cassazione, nella motivazione della sua decisione del 2013, a proposito dei fatti di Bolzaneto, parla di un "clima di completo accantonamento dei principi-cardine dello Stato di diritto".
Come nel caso di Arnaldo Cestaro prima e di altri dimostranti dopo per i fatti della scuola Diaz, per il fatto che in Italia le leggi non prevedessero a quel tempo il reato di tortura, un ricorso è stato presentato alla Corte europea dei diritti dell'uomo di Strasburgo da 59 delle vittime dei pestaggi nella caserma di Bolzaneto. Il 26 ottobre 2017, la Corte di Strasburgo ha condannato l'Italia a risarcire 48 dei ricorrenti con cifre variabili tra i 10 000 e gli 85 000 euro a persona, a seconda delle lesioni subite e dei risarcimenti che alcuni di questi 48 avevano già incassato dallo Stato. Gli altri 11 avevano ritirato il ricorso dopo che avevano concordato con lo Stato un indennizzo di 45 000 euro per i danni subiti e le spese legali sostenute. Le motivazioni della sentenza imputano allo Stato italiano una responsabilità per le violenze delle forze dell'ordine e per non aver condotto indagini efficaci. Nella sentenza è stato anche evidenziato che nessuno dei responsabili delle atrocità ha fatto un solo giorno di carcere.

### Le accuse di Amnesty International e del Parlamento europeo
(attribuito ad Amnesty International)
Amnesty International richiese ufficialmente nel 2002 un'indagine sull'operato delle forze dell'ordine nella gestione dell'ordine pubblico durante il G8 italiano, criticandone l'eccessiva violenza e chiedendo anche indagini in merito alle istruzioni impartite dai vertici. Secondo l'associazione, numerose segnalazioni di violazione dei diritti umani erano da verificare perché suffragate con evidenza da medici, fotografie e testimonianze.
Amnesty International, pur accogliendo con favore l'apertura di una serie di indagini penali da parte dell'autorità giudiziarie italiane, ritenne che, vista l'ampiezza e la gravità delle accuse e il gran numero di cittadini stranieri con conseguente elevato livello di preoccupazione a livello internazionale, esse non siano sufficienti per fornire una risposta adeguata. Raccomandò quindi l'istituzione di un'apposita commissione d'inchiesta indipendente, ritenendo insoddisfacente e viziato da disaccordo e acrimonia il lavoro svolto dalla prima commissione nel 2001. Nel suo rapporto sui fatti di Genova, l'associazione ha parlato di "una violazione dei diritti umani di proporzioni mai viste in Europa nella storia recente".
Valutazioni dello stesso tenore sono state espresse in un documento emesso dalla sezione USA di Amnesty ancora a cinque anni dall'accaduto, sottolineando le inadempienze italiane in termini di rispetto dei diritti umani.
A seguito degli eventi accaduti a Genova tra il 19 e il 21 luglio 2001, il Parlamento europeo ha approvato una "Relazione sulla situazione dei diritti fondamentali nell'Unione europea (2001)" nella quale, tra l'altro, "deplora le sospensioni dei diritti fondamentali avvenute durante le manifestazioni pubbliche, e in particolare in occasione della riunione del G8 a Genova, come la libertà di espressione, la libertà di circolazione, il diritto alla difesa, il diritto all'integrità fisica" ed "esprime grande preoccupazione per il clima di impunità che sta sorgendo in alcuni Stati membri dell'Unione europea (Austria, Belgio, Francia, Italia, Portogallo, Svezia e Regno Unito), in cui gli atti illeciti e l'abuso della violenza da parte degli agenti di polizia e del personale carcerario, soprattutto nei confronti dei richiedenti asilo, dei profughi e delle persone appartenenti alle minoranze etniche, non vengono adeguatamente sanzionati ed esorta gli Stati membri in questione a privilegiare maggiormente tale questione nell'ambito della loro politica penale e giudiziaria".

### Mancanza di responsabilizzazione e insabbiatura dei processi
Nonostante i vari processi e l'interessamento internazionale, la maggior parte delle violazioni dei diritti umani perpetuate dalle forze di sicurezza italiane resteranno impunite. Come ad esempio la celebre storia dell' "agente coda di cavallo" distintosi negativamente per una particolare violenza ed un forte accanimento che dimostrò durante l'incursione alla scuola Diaz ed identificato solo 7 anni dopo. Esso, tuttavia, non venne mai processato in quanto oramai passato troppo tempo dai fatti, dunque il reato di lesioni era ormai prescritto ed il procedimento a suo carico non venne nemmeno aperto. La colpa di tale mancanza di punizioni venne attribuita principalmente alla mancanza di codici identificativi per le forze dell'ordine, cosa che, soprattutto dopo gli avvenimenti del G8, verrà proposta più di una volta da numerose organizzazioni ed ONG per la tutela dei diritti umani (soprattutto per gli agenti dei reparti antisommossa). E ad una sospetta insabbiatura degli avvenimenti da parte di esponenti delle forze dell'ordine o dallo stato stesso, i quali furono spesso fautori di false prove o false testimonianze per giustificare gli avvenimenti. Tra le principali prove false si ha l'avvenimento dei ritrovamenti nella scuola Diaz ove, nella conferenza stampa tenuta la mattina seguente alla macelleria messicana, vennero esposti diversi oggetti contundenti, tra i quali coltelli, picconi, ma soprattutto due molotov, il tutto spacciato come appartenente ai black block. Questi oggetti vennero ben presto identificati come provenienti da un locale in ristrutturazione vicino alla scuola e venne accertato il coinvolgimento delle forze dell'ordine nel trasportare i suddetti attrezzi nella scuola al fine di giustificare l'evento che si configurò come una vera e propria mattanza (in quanto alle molotov esse erano state trasportate precedentemente dalla manifestazione tenuta in corso Italia, dunque anch'esse mai state presenti nella struttura prima di allora)

Venne addirittura dichiarata un'aggressione subita dall'agente Massimo Nucera, il quale dichiarò di esser entrato in una stanza ed aver subito un'aggressione da un uomo non identificato con un coltello. La storia suscitò subito un grande scetticismo in particolare per la fantasiosità di alcune parti e la discordanza tra alcune versioni dichiarate. La prova fondamentale era il giubbotto strappato, a detta di Nucera, proprio dalla coltellata subita. Tuttavia dopo una prima perizia fu subito chiaro che non era possibile che lo strappo sul giubbotto fosse stato provocato da una coltellata sferrata nelle dinamiche esposte dall'agente. Oltre a Nucera (riconosciuto colpevole) verrà processato e condannato anche Maurizio Panzieri, ispettore capo dello stesso nucleo di Nucera che aveva firmato un verbale finto per avvalorare la tesi. Entrambi erano stati condannati a 3 anni e 5 mesi, tenteranno poi di presentare ricorso alla Corte Europea dei diritti dell'uomo, ma l'istanza verrà respinta e giudicata come "inammissibile".

## Cultura di massa

### Filmografia

#### Cinema
- Ora o mai più, regia di Lucio Pellegrini (2003)
- Diaz - Don't Clean Up This Blood, regia di Daniele Vicari (2012)

#### Documentaristica
- Rassegna di video a cura del Comitato Piazza Carlo Giuliani o.n.l.u.s.
- Rassegna di video a cura del sito processig8.org Archiviato il 4 settembre 2011 in Internet Archive.
- Archivio online a cura di Documenta/Film
- Rassegna di video a cura del progetto new global vision
- Un altro mondo è possibile, regia collettiva (2001)
- Le strade di Genova, regia di Davide Ferrario (2001)[151]
- SuperVideo>>>G8 di Candida Tv (2001)[152]
- Solo limoni, regia di Giacomo Verde (2001)[153]
- Genova. Per noi, regia di Roberto Giannarelli, Francesco Ranieri Martinotti, Paolo Pietrangeli, Wilma Labate (2001)
- Bella ciao, regia di Marco Giusti e Roberto Torelli (2001)
- Maledetto G8 (2002) - documentario allegato al settimanale L'Espresso[154]
- Carlo Giuliani, ragazzo, regia di Francesca Comencini (2002)
- Faces - Facce, regia di Fulvio Wetzl (2002)
- Genova senza risposte, regia di Stefano Lorenzi, Federico Micali e Teresa Paoli (2002) - documentario[155]
- Il seme della follia, regia di Roberto Burchielli (2003)
- Quale verità per Piazza Alimonda?, del Comitato Piazza Carlo Giuliani (2006)
- Genova 2001, G8, puntata della trasmissione televisiva Blu notte - Misteri italiani (2007)[156]
- Il vertice maledetto, puntata della trasmissione televisiva La storia siamo noi (2008)[141]
- Fare un golpe e farla franca, a cura di Enrico Deaglio e Beppe Cremagnan (2008)
- La trappola, del Comitato Piazza Carlo Giuliani (2011)
- Black Block, regia di Carlo A. Bachschmidt (2011)
- The Summit, regia di Franco Fracassi e Massimo Lauria (2011)
- G8 di GENOVA - Il racconto di un massacro, da parte di Giovanni "GioPizzi" Pizzigoni (2021)

### Narrativa
- Massimo Carlotto, Il maestro di nodi, Roma, E/o, 2002.
- Sandrone Dazieri, Gorilla blues, Milano, Arnoldo Mondadori Editore, 2002.
- AAVV, Ge vs G8. Genova a fumetti contro il G8, a cura di Supporto legale, Rimini, NdA Press, 2006, ISBN 978-88-89035-32-0.
- AAVV, Nessun rimorso. Genova 2001-2021, a cura di Supporto legale, copertina di Zerocalcare, Roma, Coconino Press, 2021, ISBN 978-88-7618-570-0.

### Discografia
- 2001 - Radio Popolare - Genova / Luglio 2001 - Cronache
- 2001 - Nada - Gesù
- 2001 - 99 Posse - Odio/Rappresaglia (rivisitazione di "Odio" e "Rappresaglia" per i fatti del G8 nell'album NA9910°)
- 2002 - Ska-P - Solamente por Pensar
- 2002 - Modena City Ramblers - La Legge Giusta
- 2002 - Punkreas - WTO (Viva il Terrorismo Organizzato)
- 2002 - Casa del Vento - Genova chiama - La canzone di Carlo
- 2002 - Subsonica - Sole silenzioso
- 2003 - Meganoidi - Zeta Reticoli
- 2003 - Linea 77 - Fantasma (il verso "Indomita Genova, le lacrime di luglio...infondere paura come forma di controllo")
- 2004 - Negramaro - Genova 22
- 2004 - Fabri Fibra - Venerdì 17
- 2004 - Francesco Guccini - Piazza Alimonda
- 2004 - Ska-P - Solamente per pensare (versione italiana di "Solamente por pensar" dalla raccolta Incontrolable)
- 2004 - Alessio Lega - Dall’ultima galleria
- 2005 - Autori vari - GE2001
- 2005 - Casa del Vento - Al di là degli alberi
- 2006 - Assalti Frontali - Rotta Indipendente
- 2006 - Luca Bassanese assieme alla Original Kocani Orkestar di Macedonia - 20 luglio 2001
- 2007 - Inoki - Il mio paese se ne frega
- 2008 - Ministri - La Piazza
- 2010 - Simone Cristicchi - Genova brucia
- 2010 - Vallanzaska - Hanno ucciso Paperoga
- 2011 - 99 Posse- Mai Più Sarò Saggio
- 2011 - Signor K - Bolzaneto (22.07.2001)
- 2012 - Linea 77 - Avevate ragione voi
- 2012 - Lo Stato Sociale -  Abbiamo vinto la guerra
- 2014 - Caparezza - Giotto Beat
- 2015 - Il Teatro degli Orrori - Genova
- 2021 - Ted Bee feat. Kento e Kayra - 20 anni dopo
- 2025 - Moder, Dutch Nazari, Gourmet Beats, Tormento - 20 luglio 2001|Carlo Giuliani